# Alekséi Bestúzhev-Riumin
Alekséi Petróvich Bestúzhev-Riumin (en ruso: Алексе́й Петро́вич Бесту́жев-Рю́мин) fue un noble político y diplomático ruso, Canciller del Imperio ruso bajo la zarina Isabel I de Rusia. Fue uno de los diplomáticos más influyentes y exitosos del siglo XVIII. Fue el máximo responsable de la política de relaciones exteriores durante el reinado de Isabel.

## Biografía
Alekséi nació en la familia de alta alcurnia oriunda de Nóvgorod, los Bestúzhev. Nació el 22 de mayo de 1693 en Moscú, su padre era Piotr Mijáilovich Bestúzhev-Riumin, más tarde gobernador de Nizni Nóvgorod y personaje próximo a la emperatriz Ana Ioánovna, y su madre Evdokia Ivánovna, nacida Talyzinaya . Entre sus hermanos estaban Mijaíl Petróvich Bestúzhev-Riumin y Agrafena Volkónskaya. Era primo de Iván Talyzin.

### Estudios y servicio en el extranjero
En 1707, por solicitud de su padre, Alekséi y su hermano mayor Mijaíl, recibieron permiso para estudiar en el extranjero, por sus propios medios. En octubre de 1708 los dos hermanos salieron de Arjánguelsk con destino a Copenhague con la esposa del embajador ruso en la corte del Reino de Dinamarca, el príncipe Vasili Lúkich Dolgorúkov. Allí estudiarían en la Academia. En 1710, una epidemia de peste les hizo trasladarse a Berlín, donde continuarían sus estudios en el Colegio Superior. Alekséi mostraba aptitudes excelentes en estudio de las lenguas latina, francesa y alemana, y también en el estudio general de las ciencias.
Tras finalizar sus estudios Bestúzhev realizó un viaje por Europa. En 1712, Pedro I, de visita en Berlín, ordenó emplear a Bestúzhev como asistente del embajador plenipotenciario en Holanda, el príncipe Borís Kurakin, al que acompañaría al Congreso de Utrecht. 

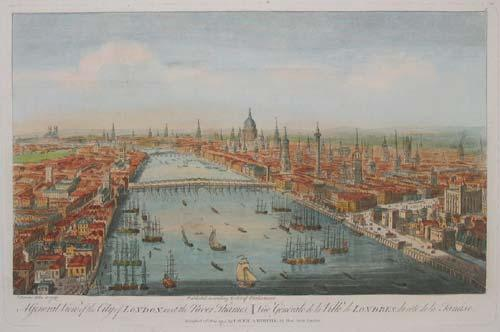
Londres a mediados del.

En 1713, de paso en Hannover, Bestúzhev se presentó al príncipe elector Georg Ludwig del que recibió una propuesta de entrar a su servicio, que aceptaría con permiso del zar. Inicialmente sirvió como coronel y más tarde como junker de cámara, con un salario anual de mil táleros. En 1714 Georg Ludwig ascendió al trono británico y llevó consigo a Bestúzhev a Londres, enviándolo inmediatamente a la corte de Pedro I como embajador británico con la notificación de su ascenso al trono. Pedro, muy satisfecho del desarrollo del joven ruso en el servicio en el extranjero, recibió a Bestúzhev con el protocolo establecido para los embajadores extranjero, le entregó mil rublos y el regalo establecido para estos casos. Alekséi regresó a Londres con una carta de felicitación de Pedro a Jorge y una nueva recomendación del soberano.
Bestúzhev pasó en Inglaterra unos cuatro años, que serían de gran utilidad en su formación. La conciencia de su talento, despertó en él el deseo ambicioso de escalar socialmente, usando diferentes intrigas. En 1717, en ocasión de la fuga a Viena del hijo del zar Pedro, Alekséi Petróvich, Bestúzhev que le consideraba el próximo zar de Rusia, se apresuró a escribirle afirmando su fidelidad y su disposición al servicio. Afortunadamente para él la carta fue destruida por el zarévich. A finales del mismo año solicitó de Jorge I permiso para retirarse de su servicio, puesto que las relaciones entre Pedro I y la casa de Hannover empezaban a estropearse.

### Residente de Pedro I en Copenhague

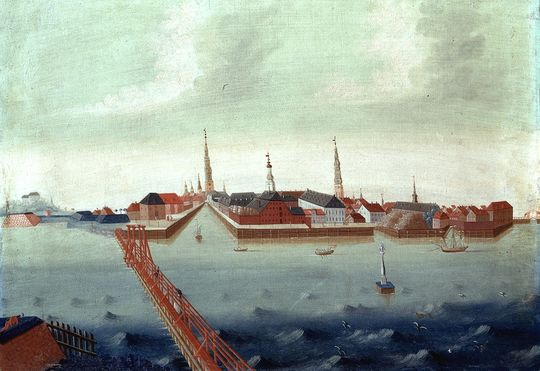
Johannes Rach y Hans Heinrich Eegberg, Puerto de Copenhague, con la Cervecería de Cristián IV en el centro y el Langebro en 1748.

De regreso a Rusia Bestúzhev fue nombrado oberkamerjunker de la duquesa viuda de Curlandia, donde sirvió sin salario alrededor de dos años. A continuación, en 1721, sustituyó a Vasili Lúkich Dolgorúkov en calidad de embajador residente en la corte del rey danés Federico IV.
Bestúzhev tuvo un delicado reto en la lucha diplomática de Pedro con el rey británico, que trataba de indisponer a Rusia con las potencias del norte. La protección que Pedro prestaba al duque Carlos Federico de Holstein-Gottorp, lo ponía en las relaciones hostiles con Dinamarca que obtuvo, por un tratado separado con Suecia en 1720, Schleswig. A Bestúzhev se le encargó obtener de Dinamarca el reconocimiento del título imperial de Pedro y del título de alteza real para el duque de Holstein y la exención de los Derechos del Sund a los barcos rusos. Al mismo tiempo debía descubrir las intrigas hostiles del Reino Unido de Gran Bretaña y en la medida de lo posible, oponerse a ellas.
Bestúzhev informó de que los ministros daneses estaban completamente en manos del embajador de Hannover y le pide una dotación de 25.000 chervonets para poder convencerles de cambiar de lado. Sin tales recursos, consiguió únicamente atraer al influyente secretario del colegio militar Gabel, que le dio la posibilidad de entablar negociaciones secretas personalmente con el rey danés, quien se ha mostrado dispuesto a reconocer el título imperial a cambio de la garantía de Schleswig, o, por lo menos, la expulsión de Rusia del duque de Holstein. Bestúzhev, que llevaba los asuntos de modo independiente, daba a Pedro consejos y objetaba a sus órdenes, sugería que el duque permaneciera en Rusia como un modo de presionar a la corona danesa.
Las negociaciones continuaban sin resultado, cuando llegó la noticia de la conclusión del tratado de Nystad. Bestúzhev dio una magnífica fiesta el 1 de diciembre de 1721 para los embajadores extranjeros y notables del reino, entregando a cada uno una medalla con el retrato del zar Pedro en memoria del gran acontecimiento. Pedro -que se encontraba entonces en Derbent, Daguestán por su campaña persa-, le agradeció el homenaje a Bestúzhev en una carta autógrafa-, y en 1723 se le entregó en Reval un retrato adornado con diamantes, que Bestúzhev toda su vida tuvo en gran estima, llevándolo en el pecho.
La tarea diplomática de Bestúzhev solo sería cumplida en parte 1724. El gobierno danés reconoció el título imperial de Pedro, según Bestúzhev, por miedo. El tratado defensivo entre el Imperio ruso y Suecia ha hecho a Dinamarca temer no solo por Schleswig, sino también por Noruega, pretendida por los suecos. El rey cayó enfermo al enterarse de la alianza.
Pedro tuvo en gran estima la habilidad diplomática de Alekséi y el 7 de mayo de ese año, en el día de la coronación de Catalina, estuvo presente. En 1725, año de la muerte de Pedro el Grande, Dinamarca todavía se debatía entre la alianza anglo-francesa y Rusia. La esperanza en el debilitamiento de Rusia por el fallecimiento del gran soberano decidió a los daneses y la flota británica apareció en los puertos de Dinamarca. Esto provocó la caída en desgracia en la corte danesa de Bestúzhev.

### Intrigas contra Ménshikov

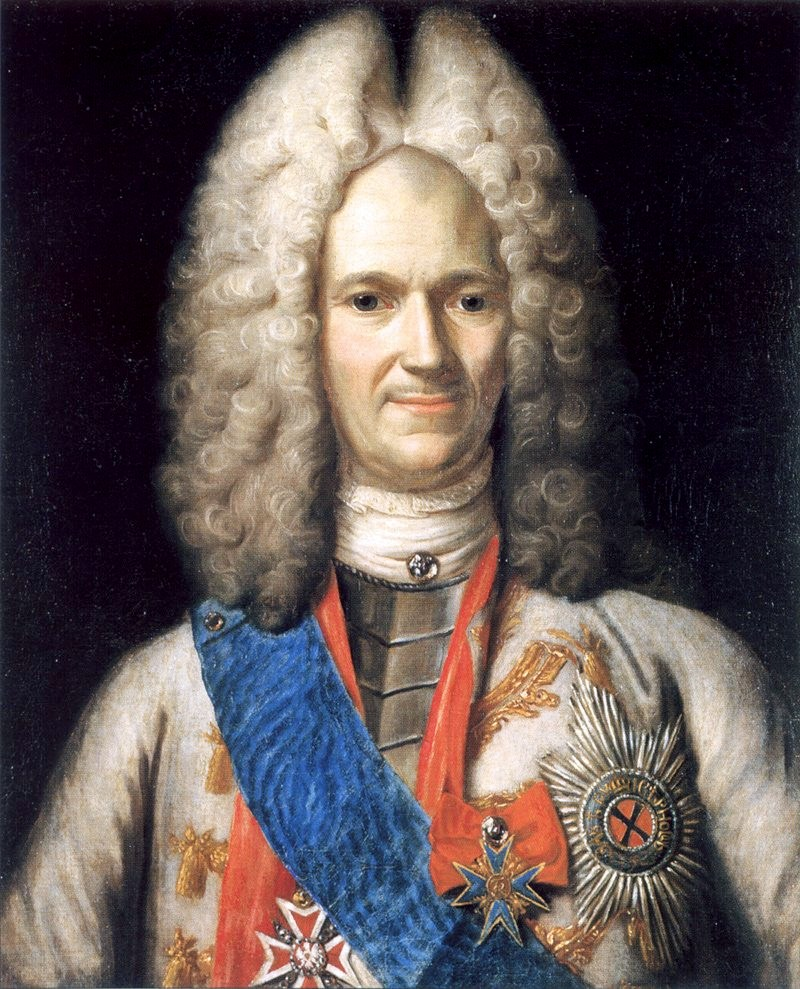
Ménshikov, enemigo de la facción de Bestúzhev.

En esta situación, los asuntos daneses no le daban posibilidad de explotar sus talentos ni de conseguir una promoción a Bestúzhev, mientras que en San Petersburgo la lucha entre los partidos prometía una promoción rápida a una persona con gran ambición y energío. La familia de Bestúzhev tenía cierto grado de parentesco remoto con la corte del hijo del zar, Alekséi Petróvich. Se formó un partido en torno a la hermana de Bestúzhev, la princesa Agrafena Volkónskaya, y el educador del hijo del zar Pedro Alekséyevich, Semión Mavrin, con sus amigos Fiódor Veselovski, Abram Gannibal, Yegor Pashkov, Yuri Nelédinski-Meletski e Iván Cherkásov. También contaba con el apoyo del embajador austríaco en San Petersburgo, Rabutin, que tenía una influencia considerable en la corte. Bestúzhev esperaba ser promovido con su ayuda.
Rabutin trataba de introducir a la princesa Volkonski en el círculo de la joven princesa Natalia Alekséyevna y Bestúzhev intentaba procurar para su padre el título condal. Para sí mismo pedía trabajar siete años más en la corte danesa, los poderes de embajador extraordinario y un estipendio aumentado. Su partido, sin embargo, tenía unos enemigos poderosos, Ménshikov y el duque de Holstein.
A la muerte de Rabutin en 1727, Ménshikov y Andréi Osterman se apoderaron del poder en la corte de Pedro II. Los amigos de Bestúzhev iniciaron una intriga contra ellos, pero se descubrió al hallar António Manuel de Vieira correspondencia sobre las relaciones secretas. La princesa Volkonski se exilió en sus fincas rurales y Mavrin y Gannibal en Siberia. Bestúzhev conservó su cargo, pero su padre cayó en desgracia y su hermano era trasladado de Estocolmo. 
La tentativa del exiliado de volver tras la caída de Ménshikov llevó solo al descubrimiento de su nueva intriga, buscando ayuda en la corte vienesa, y a nuevos castigos por haber facilitado información sobre asuntos de Estado a embajadores extranjeros. Sin embargo, Bestúzhev sorteó de nuevo la desgracia, recibiendo incluso en 1729 una recompensa de 5 000 rublos.

### Con Anna Ioánovna

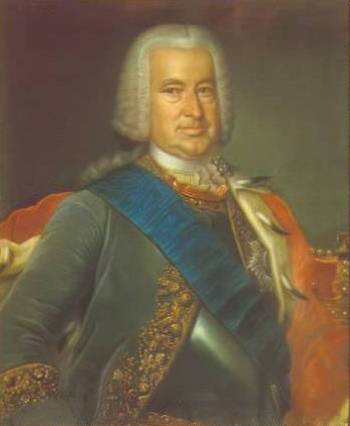
Ernst Johann von Biron.

Bestúzhev consiguió mantener la buena disposición de la anciana duquesa de Curlandia Ana, madrina de sus tres hijos, pese a que su padre perdiera su favor. Cuando Ana asciende al trono ruso, Bestúzhev le escribe una carta de felicitación, recordando la carta que ella le escribió en que afirmaba que de él solo había recibido servicios fieles, pese a haber vivido diez años en Dinamarca en difíciles circunstancias y haber sufrido opresiones por causa del duque de Holstein y su pretensión sobre Schleswig. Sin embargo, su petición no fue escuchada. En primavera de 1731 se le ordena ceder los asuntos daneses a Casimir Brakel y trasladarse como embajador residente a Hamburgo, donde al año siguiente sería nombrado embajador extraordinario a la circunscripción de Baja Sajonia del Sacro Imperio Romano.
En ese puesto, Bestúzhev tuvo ocasión de prestar a la zarina un servicio esencial. Por su encargo viajó a Kiel para examinar el archivo de los duques de Holstein y encontrar los documentos concernientes a la herencia del trono ruso y el testamento espiritual de la zarina Catalina I, por el que se establecían los derechos de la casa de Holstein sobre el trono ruso, en el contexto de las reclamaciones de Catalina Ivánovna. En 1733 acudió con los documentos a San Petersburgo, recibiendo como premio dos mil rublos y la orden de Alejandro Nevski.
Ernst Johann von Biron, que había rivalizado con el padre de Alekséi, Piotr Bestúzhev-Riumin, comenzó a considerar al joven Bestúzhev como una persona justa y fiable. A finales de 1734 regresó a Copenhague, al tiempo que regresaba Casimir Brakel. Bestúzhev era nombrado al mismo tiempo embajador extraordinario en Dinamarca y en Baja Sajonia. En mayo de 1736 recibió el grado de consejero del Consejo Secreto. Aún permanecería en el extranjero cuatro años, hasta que la caída de Artemi Volynski en 1739 le dio la oportunidad de regresar con un cargo de la altura apropiada.

### Ministro del gabinete

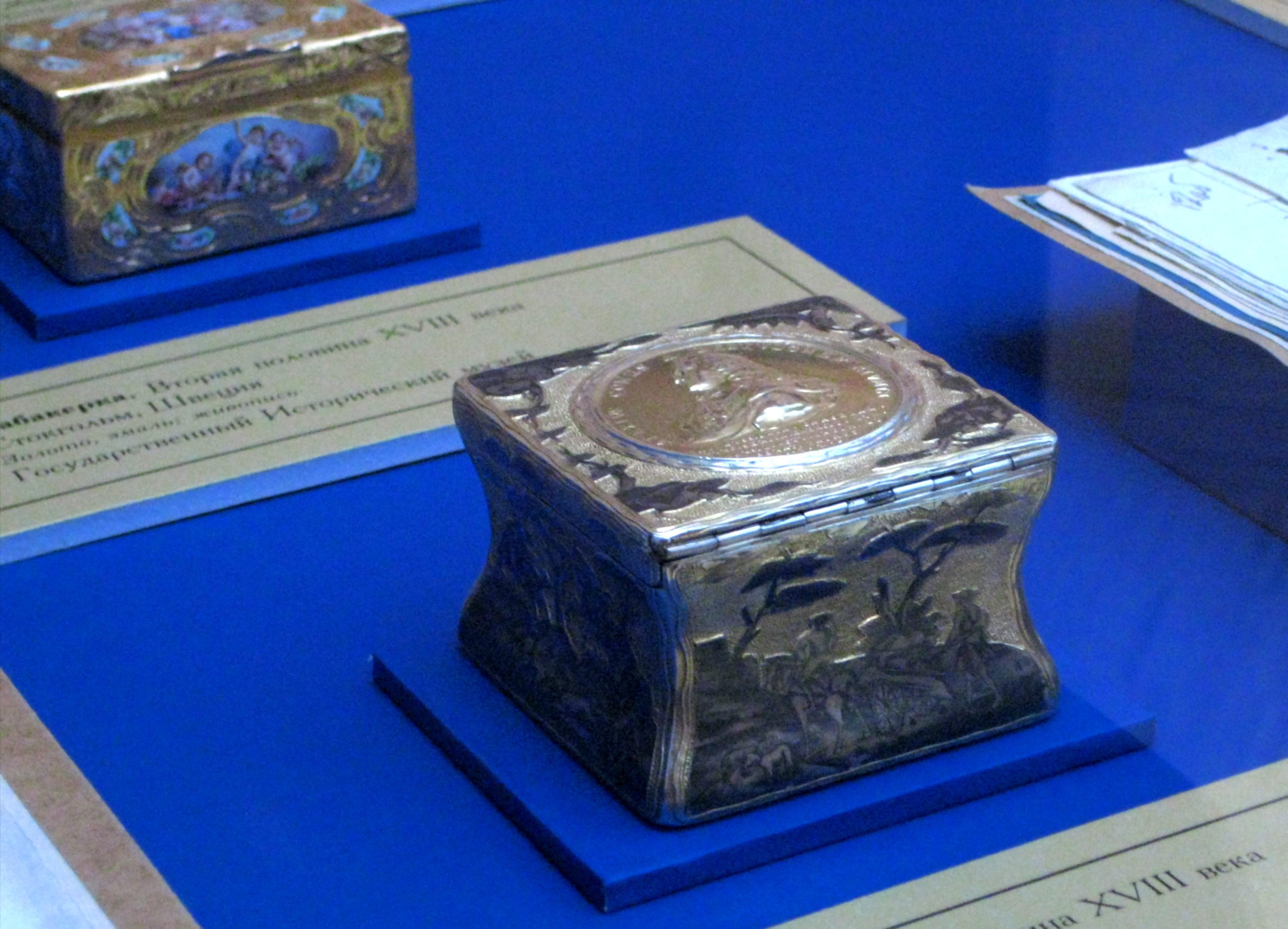
Tabaquera de plata fabricada en Veliki Ústiug que perteneció a Alekséi Bestúzhev-Riumin, cuyo retrato lleva grabado..

Biron estaba cansado de la dependencia que tenía de Osterman, pero fracasó en los intentos de encontrar un contrapeso a su influencia, primero con Pável Yaguzhinski y más tarde con Artemi Volynski. Entonces consideró a Bestúzhev y lo llamó a San Petersburgo para ocupar el puesto del último como Consejero Privado Activo en el gabinete de ministros.
En el momento de la llegada de Bestúzhev a San Petersburgo, él no tenía conocimiento de los planes para los que había sido llamado, pues tenía una reputación similar a la de Volynski, de ser ambicioso en exceso. No sería nombrado ministro del gabinete hasta el 18 de agosto de 1740, día del bautizo de zarévich Iván Antónovich. Poco tiempo después, el 9 de septiembre, la zarina le encargó recibir en su nombre del rey de Polonia la orden del Águila Blanca.
Las negociaciones para la alianza entre Rusia e Gran Bretaña no avanzaban entre el embajador británico Edward Finch y Osterman, por lo que Biron tenía sus esperanzas en Bestúzhev, que en Copenhague se había acercado al embajador británico Walter Titley. Osterman, pese ha poner obstáculos a que fuera él quien negociara la alianza, finalmente permitió que se le encargaran.
Ayudó a Biron a conseguir la regencia en los últimos días de la zarina Ana en octubre de 1740, con la ayuda de otros dignatarios como Burkhard Christoph von Münnich o Alekséi Cherkaski.

### En la fortaleza de Shlisselburg

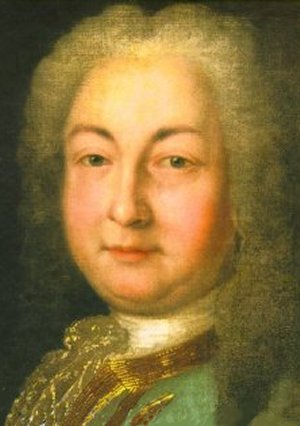
El vicecanciller Andréi Osterman.

Biron perdió su cargo el 8 (19 de noviembre) de 1740. Esa misma noche también Bestúzhev fue encarcelado. La investigación sobre los criminales políticos que respaldaron a la emperatriz anterior se inició para transferir el trono al bebé Iván saltando a Ana Leopóldovna. Contra Bestúzhev se tenía la prueba de que había escrito el esbozo del decreto sobre la regencia, que había mantenido a menudo conversaciones con el regente y que había recibido de este la casa confiscada de Volynski.
Bestúzhev fue encarcelado inicialmente en la fortaleza de Narva y más tarde en Koporie y Shlisselburg. Bestúzhev había perdido completamente su presencia de ánimo, y enseguida delató a Biron con diversos cargos, a los cuales este objetó. La confrontación llegó al punto en que Bestúzhev tuvo que disculparse por calumniar al duque, y a afirmar que solo le había acusado por indicación de Münnich, quien le había asegurado que era la única manera de que salvara su vida y a su familia. Tras esta confesión, Münnich fue retirado de la comisión de investigación.
La investigación sacó a la luz que el principal apoyo de Biron era el mismo Münnich, pero de acuerdo al príncipe Brunswick-Wolfenbüttel, había pasado demasiado tiempo y era ya imposible decidirse sin la impresión de comprometer al nuevo gobierno. El 17 de enero de 1741, Bestúzhev fue condenado a morir descuartizado, pero en abril se anunció su indulto, privado de sus premios, cargos y posiciones y enviado al exilio. Sus fincas y propiedades fueron confiscadas, dejándole solo una finca en el uyezd de Belozersk con 372 almas para el mantenimiento de su mujer e hijos. Por decreto del 22 de mayo, se le condenó a vivir sin abandonar el lugar, tranquilamente, sin acometer nada, en el pueblo de su padre o su mujer.
El exilio de Bestúzhev duró poco, no obstante. En octubre de 1741 apareció de nuevo en San Petersburgo, para sorpresa de muchos. Era aún necesario para los enemigos de Andréi Osterman y el príncipe Brunswick. Este grupo, a la cabeza del cual, tras la caída de Münnich, se hallaban el conde Aleksandr Gavrílovich Golovkin y el príncipe Nikita Trubetskói, convenció a la regente, mediante el arzobispo de Nóvgorod Ambrosio, del regreso de Bestúzhev. El apoyo financiero a este partido lo proporcionaba el embajador austríaco, Antoniotto Botta Adorno. Osterman y el príncipe se enteraron de la decisión de Ana Leopóldovna pocos días antes de su llegada.

### Vicecanciller

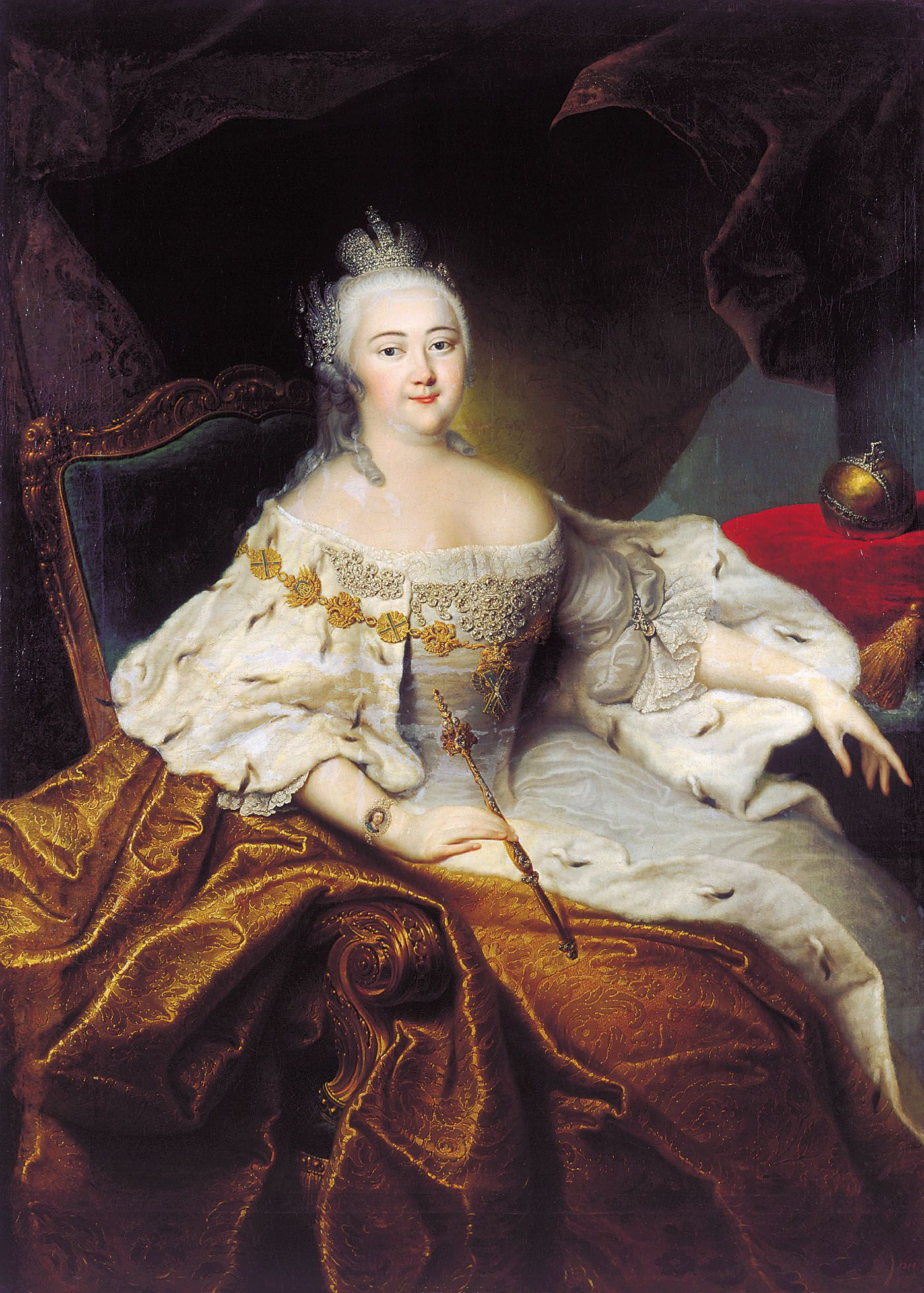
Isabel I de Rusia.

Bestúzhev no tuvo tiempo de llevar a cabo nada en la corte antes de que la revolución que entregó el poder supremo a las manos de Elizaveta Petrovna tuviera lugar el 25 de noviembre. Los alemanes perdieron sus cargos en la corte. Bestúzhev, a pesar de que no tuvo ninguna implicación en la preparación e implementación del golpe de Estado, era el único estadista de la corte de nacionalidad rusa que tuviera el talento y los conocimientos para el gobierno. El manifiesto por el cual se anunciaba al pueblo el ancenso al trono de Isabel fue confiado a Bestúzhev, Cherkaski y von Brevern. El 30 de noviembre Bestúzhev recibió la Orden de San Andrés y fue restablecido en su cargo de Consejero Privado.
Tras Osterman, no había nadie capacitado para mantener las relaciones exteriores, salvo Bestúzhev. Este, sin embargo, no generaba simpatías en la zarina, que veía en él solo a un hábil y corrupto intrigante. Por consejo del médico de la corte Lestocq y del marqués de La Chétardie, la zarina le nombró vicecanciller y miembro del Senado en lugar del desterrado conde Golovkin. La Chétardie incidió en que Bestúzhev hablaba y escribía diestramente en varios idiomas extranjeros y era muy trabajador. La zarina reservó el puesto de canciller para el príncipe Cherkaski, que tenía la reputación de ser un personaje incorruptible, a pesar de que los embajadores extranjeros se quejaban constantemente de su vagancia e incapacidad para tratar los asuntos, amén de su desconocimiento de idiomas extranjeros.
Precavido de las circunstancias que le habían devuelto a un cargo de eminencia, Bestúzhev sería inicialmente muy cauteloso, fingiendo hasta abril de 1742 que apoyaba la política de alianza con Francia, cuyo dinero había llevado a Isabel al poder. El embajador francés, La Chétardie, había conseguido una posición tan influyente en la corte que "la primera reverencia era para la zarina, y la segunda para él". Francia, no obstante, actuaba en oposición a Rusia en los asuntos orientales de Suecia, Polonia y Curlandia. Como señal de favor, Bestúzhev recibió de la zarina la casa confiscada a Osterman en Moscú. Por decreto del 16 de febrero de 1742, la zarina ordenaba que se le pagaran los salarios pendientes y que recibiera, en adelante, un estipendio de seis mil rublos anuales. En marzo se le encargaría la administración del servicio de Correos del Imperio. En el día de la coronación de la zarina, el 25 de abril de 1742, por petición de Bestúzhev, se le otorgó a su padre la dignidad de conde del Imperio ruso.

### Ruptura con Francia
En la corte de la zarina Isabel dio comienzo una lucha entre el bando anglo-austríaco y el franco-prusiano por atraer al Imperio ruso bajo su influencia. El partido anglo-austríaco, en apariencia, estaba en desgracia, pues habían apoyado a Biron y a la casa de Brunswick. Sin embargo, Bestúzhev era consciente de que los intereses nacionales de Rusia demandaban la preservación de la alianza tradicional con Austria. Francia había llevado durante un siglo una política de alianza con los turcos y los suecos -enemigos tradicionales de Rusia. En el caso de una nueva guerra contra los turcos el único apoyo militar real que tendrían sería el austríaco. En estas condiciones, el sistema de Bestúzhev se redujo, en esencia, a continuar la política de exteriores de su predecesor Osterman.
La francófila Isabel tuvo que supeditar sus simpatías personales a los intereses del Estado, adoptando el programa de alianza llevado a cabo, paso a paso y consistentemente, por Bestúzhev. Inicialmente, los hermanos Bestúzhev consiguieron presionar para la conclusión de un tratado de alianza defensiva con Gran Bretaña. Como "prueba tangible" del apoyo del rey de Gran Bretaña, el embajador británico requirió de su corona que se asignara una pensión del tesoro británico a Bestúzhev por los servicios prestados al interés de la Corona británica. El tratado anglo-ruso fue firmado el 11 de diciembre de 1742 y confirmó el reconocimiento del título imperial de Isabel, el apoyo mutuo en caso de guerra y la renovación de los tratados comerciales por quince años. 
Al mismo tiempo se llevaban a cabo conversaciones de paz con Suecia, que había declarado la guerra a Rusia a instancias de Francia para acelerar el cambio de gobierno en San Petersburgo. La Chétardie, en virtud de la carta que Isabel había enviado al rey francés, Luis XV, quiso representar al bando ruso en las conversaciones con el comandante en jefe sueco Lewenhaupt. Los franceses esperaban, que en gratitud al apoyo a su revolución, Isabel concediera a los suecos la mayor parte de los territorios conquistados por Pedro el Grande tras el tratado de Nystad. Sin embargo, Bestúzhev afirmó que no podía satisfacer las demandas, pues conceder tal cantidad de territorio ruso le haría merecedor de la pena de muerte y que era mejor continuar con la guerra para mayor gloria de la monarca y del pueblo. El apoyo unánime de los ministros rusos a Bestúzhev dejó a La Chétardie en una situación difícil, pues la mediación francesa en las conversaciones fue rechazada. En primavera de 1742 las operaciones militares se reanudaron, sin que Bestúzhev considerara informar al embajador francés, lo que le causó una gran indignación. Tras las campañas de verano de 1742, la totalidad de Finlandia había sido conquistada. La Chétardie fue reclamado en París, recibiendo, no obstante, regalos de la emperatriz como reconocimiento a su labor en Rusia.
Los agentes franceses realizaron todos los esfuerzos posibles para arruinar el éxito ruso, alzando al Imperio otomano contra ellos, y para provocar la caída de Bestúzhev, difundiendo en la corte rumores sobre sus intrigas contra Isabel, nuevas o antiguas. Sin embargo, estos esfuerzos fueron infructuosos pues el canciller Cherkaski murió en noviembre. Bestúzhev permaneció como vicecanciller ya que Isabel no quería nombrarle canciller. Los oponentes a Bestúzhev propusieron la candidatura de Aleksandr Ivánovich Rumiántsev, pero Isabel le descartó por ser "un buen soldado pero un flaco ministro". Al no tener otra alternativa, Isabel nombraría finalmente canciller a Bestúzhev el 15 de julio de 1744.

### Tratado con Suecia

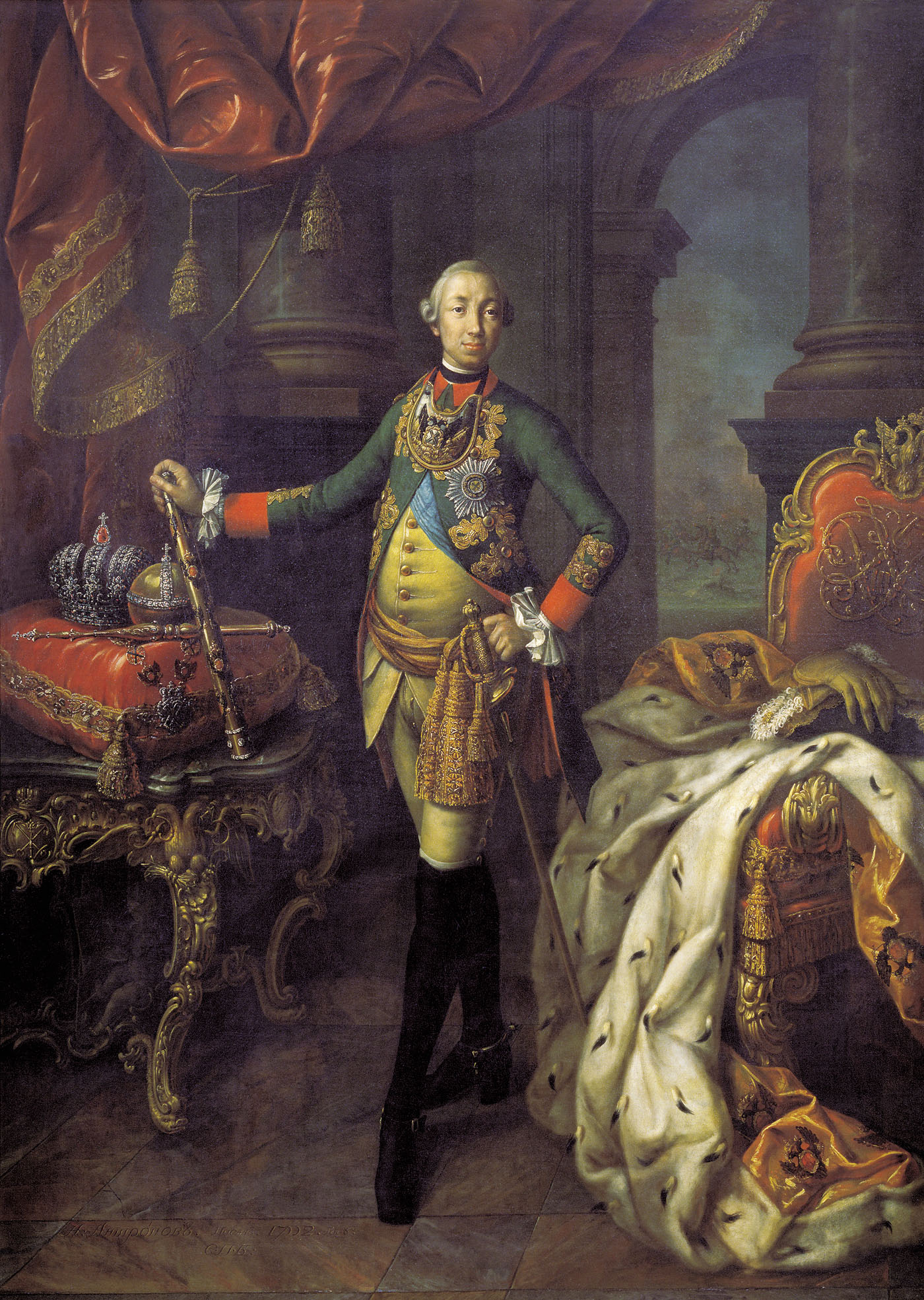
Carl Peter Ulrich de Holstein-Gottorp, heredero de Isabel.

Mientras tanto, el duque de Holstein Carl Peter Ulrich (futuro Pedro Fiódorovich, Pedro III), sobrino de Isabel, fue adoptado por la zarina y nombrado heredero al trono ruso, poniendo en el primer plano de la política rusa los interesas dinásticos de la familia Gottorp, para disgusto de Bestúzhev. Las negociaciones con Suecia se vieron complicadas por la cuestión de los derechos de la casa de Holstein al trono sueco. Otto von Brümmer, hofmarschall de la corte del gran duque Pedro Fiódorovich, y Lestocq revivieron el partido franco-prusiano, que obtuvo la designación de Adolfo Federico como heredero a la Corona sueca en 1743. Este candidato menoscabaría el poder ruso, dando unas condiciones de paz más favorables para Suecia y debilitando la posición de Bestúzhev.
Rumiántsev, su rival, fue enviado a las negociaciones de paz de Åbo en lugar de Bestúzhev. En vista de acometer la voluntad de Pedro I de debilitar finalmente a Suecia, Bestúzhev insistió todo lo que pudo en grandes adquisiciones territoriales, incluyendo Åbo o Helsingfors con sus distritos. Las condiciones de paz firmadas por Rumiántsev, sin embargo, fueron mucho más modestas que las consideradas necesarias por Bestúzhev, pues los suecos recuperaban toda Finlandia salvo una franja limitada por el río Kymi. Obtuvo el reconocimiento de Adolfo Federico como heredero sueco, algo a lo que Bestúzhev no daba valor.
Dinamarca, preocupada por las reclamaciones de Holstein sobre la devolución de Schleswig, inició una gran preparación militar, por lo que fue necesario enviar tropas rusas a Suecia para su defensa en caso de ataque danés. Bestúzhev se mostró en contra de estas acciones, afirmando que las amenazas de Holstein les embarcarían en una nueva guerra sin beneficio para Rusia.

### Asunto Lopujiná y alianza con Vorontsov

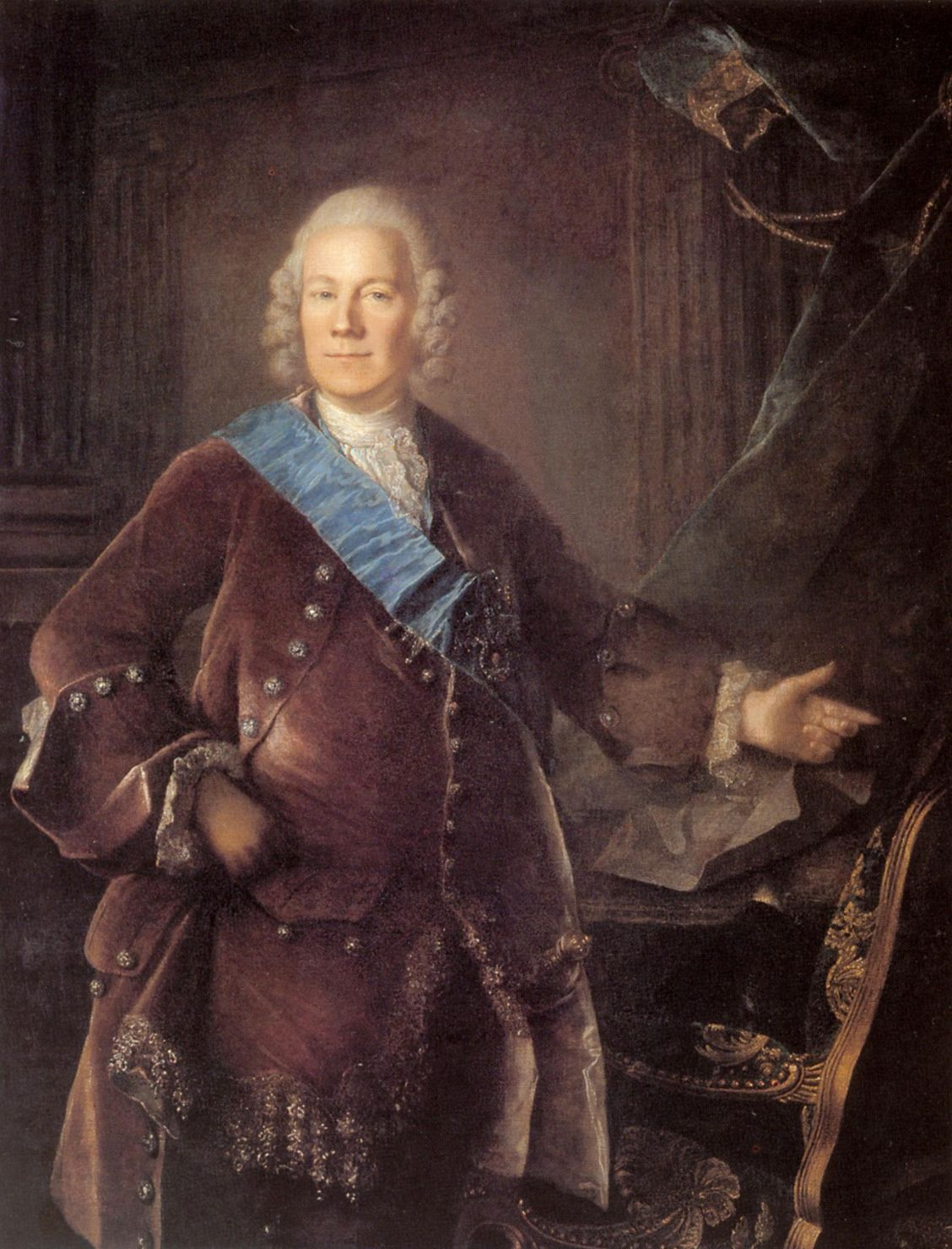
Louis Tocqué, Retrato de Alekséi Petróvich Bestúzhev-Riumin,. Galería Tretiakov.

Bestúzhev había recibido durante largo tiempo subsidios de los diplomáticos austríacos y trató de restaurar las relaciones amistosas entre las cortes de San Petersburgo y Viena, a pesar de la antipatía de la zarina hacia los Habsburgo. Al mismo tiempo, su plan era comprometido por el acercamiento del gobierno británico a Prusia, lo que condujo a la firma de una alianza defensiva entre Gran Bretaña y Prusia. El embajador prusiano en San Petersburgo, Axel von Mardefeld, albergaba la esperanza de conseguir un tratado similar entre Prusia y Rusia. El matrimonio de Piotr Fiódorovich con la hermana del rey prusiano Federico II fue interpretado en Berlín como una confirmación de estas relaciones de alianza.
Bestúzhev se apresuró a contrarrestar los planes del rey prusiano. Bajo su influencia, la desconfianza hacia el monarca prusiano por parte de Isabel creció en 1743. En mayo se envió un considerable destacamento del ejército ruso para observar las acciones de Federico en Silesia. El que Rusia accediera al tratado de Breslau entre Austria y Prusia el 1 de noviembre, no tenía la intención de mejorar las relaciones con Prusia, sino a procurar el acercamiento a Austria. La emperatriz austríaca María Teresa, propiciando este acercamiento, había accedido ese verano a reconocer el título imperial ruso a Isabel.
Los agentes franceses y holsteinianos, aprovechando el disgusto de Isabel con Bestúzhev por no tener una relación más amistosa con la Casa de Holstein, comenzaron desde principios de ese año a crear rumores sobre una intriga conducida por Bestúzhev en favor de Iván Antónovich. Al mismo tiempo se desarrolló el asunto Lopujiná, en el que su hermano Mijaíl Bestúzhev-Riumin se había visto envuelto a través de su esposa Anna. Alekséi no tuvo nada que ver en el escándalo, e incluso participó en el proceso e investigación. Tras las indagaciones, realizadas bajo todo tipo de torturas, el embajador austríaco, el marqués Antoniotto Botta d´Adorno fue presentado como principal culpable de la trama. Isabel protestó contra la protección dispensada por la corte vienesa al marqués, urgiendo asimismo a Federico de Prusia a complacerla, pues Botta había sido trasladado de San Petersburgo a Berlín por María Teresa.
En noviembre de 1743, a propuesta de Isabel, el marqués de La Chétardie regresó a Rusia para combatir el acercamiento de Rusia, Gran Bretaña y Austria. Bestúzhev convenció a Isabel para que esta no le aceptara como Embajador Extraordinario y Plenipotenciario, enfatizando que las credenciales del francés no reconocían el título de emperatriz de Isabel. La Chétardie fue aceptado entonces a título individual. Bestúzhev encontró un aliado contra el embajador francés en Mijaíl Vorontsov, que gozaba de gran influencia sobre la emperatriz. La Chétardie aún albergaba esperanzas de lograr una alianza tripartita entre el Imperio ruso, Francia y Suecia a través del partido pro-Holstein.
En enero de 1744, se firmó con el rey polaco Augusto III la renovación por quince años de la alianza defensiva firmada en 1733, con obligación de ayuda militar mutua. El rey reconocía el título imperial de Isabel, y como aliado de María Teresa, se ofreció a mediar para aclarar el malentendido de Isabel con la corte vienesa acerca del marqués Botta. El proyecto de matrimonio del sucesor al trono ruso con la princesa prusiana fue planeado para bloquear a Bestúzhev, sin embargo sus enemigos sugirieron en cambio el matrimonio de Pedro con la princesa de Anhalt-Zerbst (la futura Catalina II) que había llegado a Rusia junto con su madre en febrero.
Tras la muerte de von Brevern, el partido trató de imponer a Bestúzhev en el lugar de Rumiántsev, pero la emperatriz nombró en el cargo a Vorontsov. En un intento por superar la antipatía de la monarca, Bestúzhev comenzó a tratar los temas más delicados e importantes a través de Vorontsov, obteniendo gran aprobación a sus ideas y opiniones al ser consideradas por la zarina como opiniones de Vorontsov.

### Triunfo y cancillería

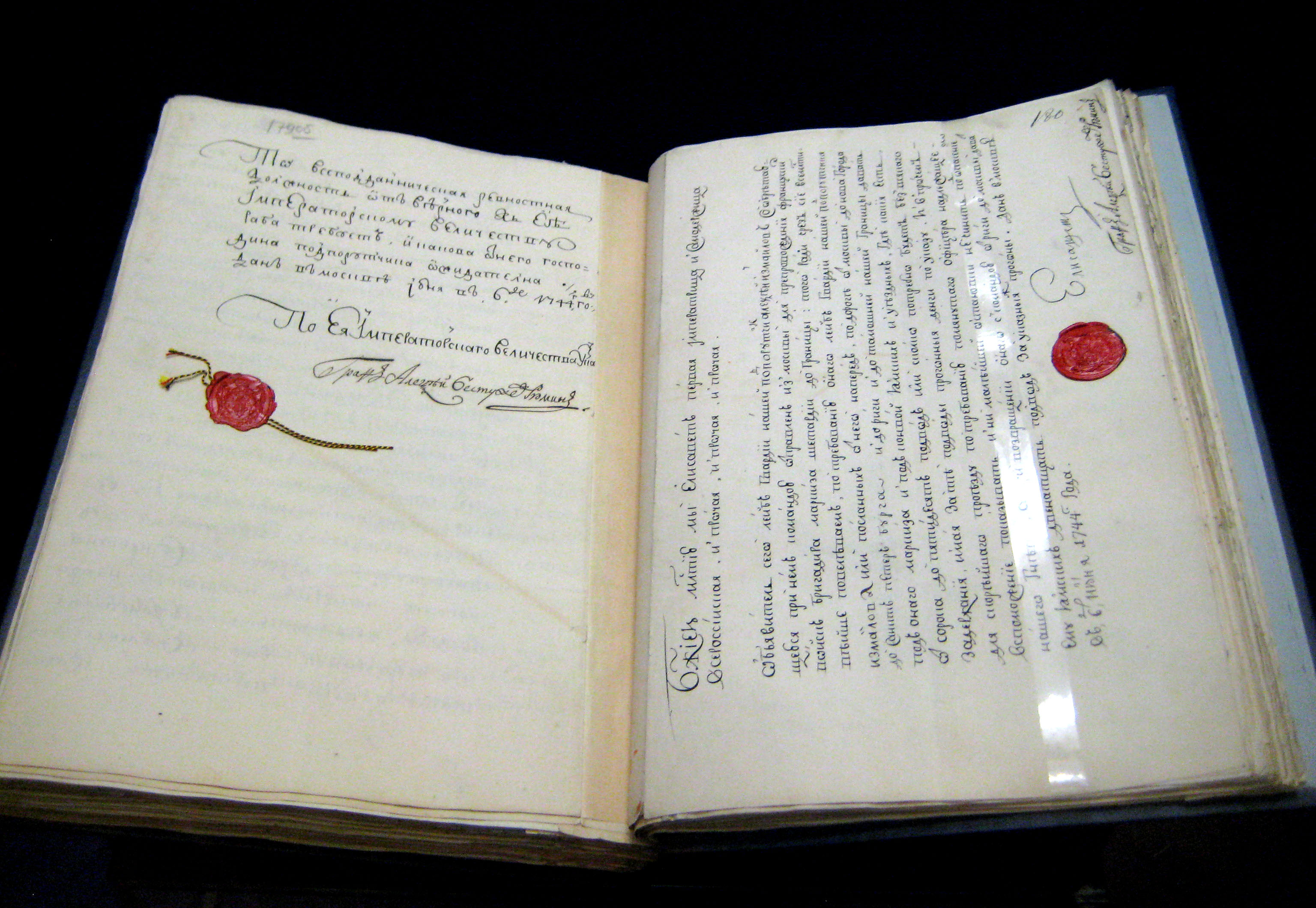
Firma de Bestúzhev-Riumin en la orden de expulsión de La Chétardie.

Viendo la firmeza de la posición de Bestúzhev, el rey Federico pidió a sus agentes que insistieran en ganarse a la corte rusa, pues de ello dependía sus planes en Austria. Pidió que se usaran todos los medios para conseguir poner fuera de juego a Bestúzhev, pues como escribió a Mardefeld, de ello "depende el destino de Prusia y de mi casa". Para ganarse a Vorontsov, Federico le otorgó el galardón de la Orden del Águila Negra con un retrato adornado con diamantes. Pero Bestúzhev estaba en alerta. Los correos concernientes a esta intriga fueron interceptados y descifrados con ayuda del académico Goldbach y, finalmente, presentados a Isabel por Vorontsov, con una explicación detallada y notas. Bestúzhev culpó a los intentos de La Chétardie de interferir en los asuntos internos de Rusia, a sus intrigas y sobornos, y pidió que se le expulsara del Imperio.
Esta vez, Isabel dio su apoyo al vicecanciller, quien le suplicó que le despidiera o le protegiera, porque dejarle a merced de las eternas intrigas era "intolerable". El 6 de junio de 1744 el general Ushakov, el príncipe Golitsin, dos oficiales y el secretario de asuntos extranjeros se presentaron en el apartamento de La Chétardie y le anunciaron la orden de la zarina por la cual debía abandonar San Petersburgo antes  de las 12 de la noche. Al mismo tiempo se dieron los intentos de la princesa Tserbstskaya, madre de la gran duquesa Ekaterina Alekséyevna, y de Lestocq para influenciar el curso de los acontecimientos, lo que condujo a la expulsión de Rusia de la primera y a la recomendación al segundo de que se ciñera a los asuntos médicos. Poco después Lestocq, junto con Brümmer, principales agentes franco-prusianos, serían expulsados del gran ducado.
El 15 de julio de 1744 fue nombrado canciller de estado del Imperio ruso, y Vorontsov -vicecanciller y conde. El nuevo canciller se apresuró a someter a la emperatriz una petición en la que afirmaba que durante sus años de servicio había recibido pequeños salarios, y, por los gastos de representación adjuntos al cargo, se había endeudado. Por ello, para su mantenimiento y de acuerdo a su nueva posición, pedía que se le concedieran rentas de tierras en Livonia - el castillo de Wenden y sus pueblos, que habían pertenecido al canciller sueco Axel Oxenstierna, con una renta de 3 642 yefímoks. Estas fincas se le concederían en diciembre de ese año. El 2 (13) de junio de 1745 el emperador Francisco I le otorgó a Bestúzhev el título hereditario de conde del Sacro Imperio Romano.

### Alianza con Austria

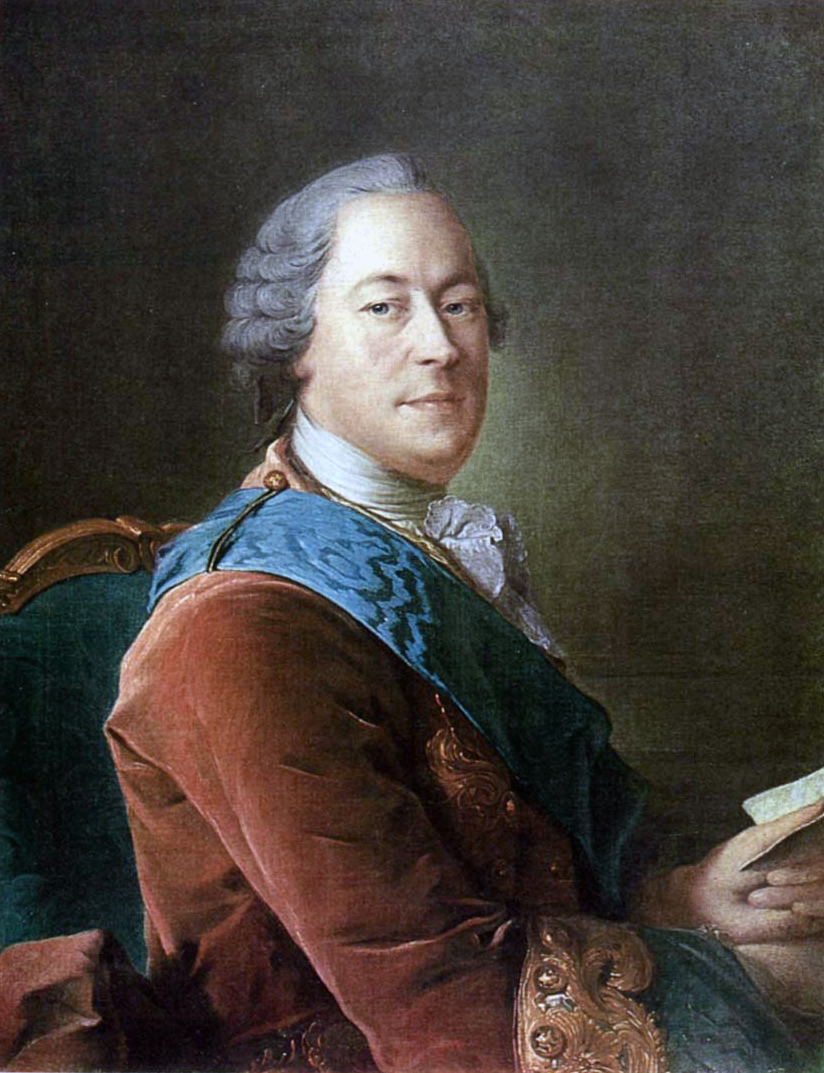
Mijaíl Ilariónovich Vorontsov.

Cuando Bestúzhev fue nombrado finalmente canciller, la atención de la diplomacia europea se centraba en Prusia, cuyo rápido crecimiento amenazaba a sus países vecinos. Para reunir tantas fuerzas como le fuera posible en oposición a Federico, Bestúzhev se apresuró a unirse al pacto de Varsovia entre las potencias marítimas, Austria y Sajonia. En esta cuestión hallaría un inesperado adversario, el conde Vorontsov, que sintiéndose subordinado, decidió tomar su propio partido y confiar en un acercamiento con Francia.
A finales de 1745, el gobierno de Bestúzhev sugirió a Gran Bretaña la continuación de la guerra con Prusia con un subsidio de 5-6 millones. Las tropas rusas se habían reunido ya en Livonia. Sin embargo, la casa de Hannover, que gobernaba en aquel momento, se sintió vulnerable en sus dominios de Hannover en caso de un conflicto con Federico, por lo que prefirió contar con él como aliado. El canciller, fuertemente airado por esta vuelta de los acontecimientos, amenazó entonces con un acercamiento a Francia ante el abandono británico, una advertencia que Vorontsov pensaba llevar a cabo.
Comenzó entonces la lucha, larga y pesada para Bestúzhev, entre este y el vicecanciller. La emperatriz fue la jueza de sus polémicas. En vano, Bestúzhev incidió en que las anteriores opiniones de Vorontsov habían sido escritas por sugerencia suya, la lucha se encarnizó e impidió que los asuntos continuaran su curso. Su posición era menoscaba por su propio estilo caótico de vida. De acuerdo a agentes del servicio secreto real en San Petersburgo, "el canciller bebe y juega la mayor parte de la noche, por lo que su cabeza no está lo bastante clara cuando se levanta para encargarse de los asuntos, y no llega regularmente a la corte por la mañana como los otros ministros y su rival el vicecanciller".
Durante el viaje al extranjero de Vorontsov en 1745, Bestúzhev no recibió con agrado las recepciones rendidas a su rival en Prusia y en Francia, ni su acercamiento a la princesa de Anhalt-Zerbst. El canciller mostró a Isabel los despachos interceptados que probaban que la intriga franco-prusiana había elegido como instrumento a Vorontsov. La emperatriz se sintió ofendida. A principios de 1746 dieron comienzo las negociaciones para la alianza con Austria que se firmaría el 22 de mayo de ese año y por la que ambas potencias se comprometían a defenderse mutuamente en caso de ataque. Se decidió invitar a este pacto a Augusto III de Polonia y al rey Jorge II de Gran Bretaña. Habiendo obtenido de las diferentes partes acuerdos amistosos, un mes después Bestúzhev formaría una alianza defensiva con Dinamarca, y al año siguiente, 1747, firmaría un pacto con la Sublime Puerta. 
Este progreso diplomático, encaminado a aislar a Federico, motivaría un nuevo trato de favor de la emperatriz hacia Bestúzhev, pues se le concedió la finca costera Kamenni Nos, confiscada al conde Osterman en Ingria, que sería inicialmente renombrada como Gráfskoye Bestúzhevo-Riumino y donde encargaría la construcción de la iglesia de la Anunciación.

### Subsidios extranjeros

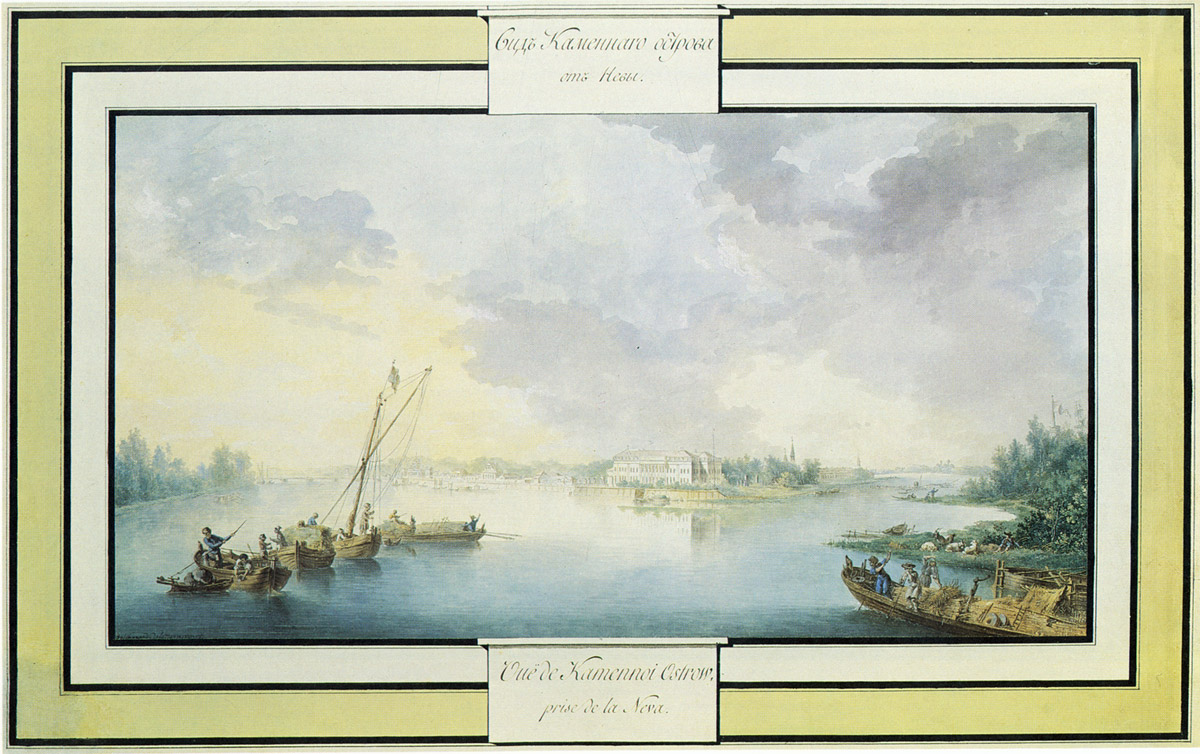
Isla Kamenni a finales del.

Los adversarios de Bestúzhev siempre enfatizaron que se encontraba al servicio de los intereses británicos y austríacos. En realidad, al igual que sus predecesores en el cargo de canciller, Bestúzhev aceptó subsidios de potencias extranjeras, principalmente de diplomáticos de Gran Bretaña, Sajonia y Austria, que eran países aliados del Imperio ruso en su sistema diplomático. Los representantes de Francia y Prusia le ofrecieron subsidios en vano. Cuando en verano de 1745 aceptó cincuenta mil rublos del embajador alemán Mardefeld, no solo no redundó en nada útil para Prusia, sino que Bestúzhev reveló el intento de soborno "por una muy modesta suma" a la emperatriz.
Bestúzhev justificaba su insolvencia eeconómica ante la emperatriz por los gastos de representación derivados de su magnífico palacio en la capital. Bestúzhev, con este propósito, comenzó la reforma de su casa a orillas del Nevá y de su residencia de campo en la isla Kamenni. Para su construcción se trasladaron siervos desde la Pequeña Rusia a la orilla del Nevá, instalándose en un nuevo asentamiento que recibió el nombre de Nóvaya Derevnia. Asimismo el canciller perdió grandes sumas en juegos de cartas. Uno de los diplomáticos británicos afirmó sobre él en una carta a Londres que "la dilapidación de Bestúzhev es impresionante. Recibió de Pretlack diez mil chervonets hace dos días y ya ha perdido mil doscientos. Siento decir que se arruinará de nuevo pronto." Para no dar instrumentos para desprestigiarle a sus adversarios, Bestúzhev nunca escondió los "préstamos" de los embajadores extranjeros a la emperatriz. Hay constancia de que en los contratos de aceptación de los empréstitos (ponía como fianza la casa de la isla Kamenni) requería la presencia de multitud de testigos, entre ellos, sus adversarios.
Según el príncipe Mijaíl Shcherbátov, Bestúzhev era una "persona inteligente, hábil y experta en los asuntos políticos y útil al Estado, pero es astuto, malévolo y vengativo, voluptuoso, lujoso y con pasión por la  borrachera."

### La "corte" de Bestúzhev

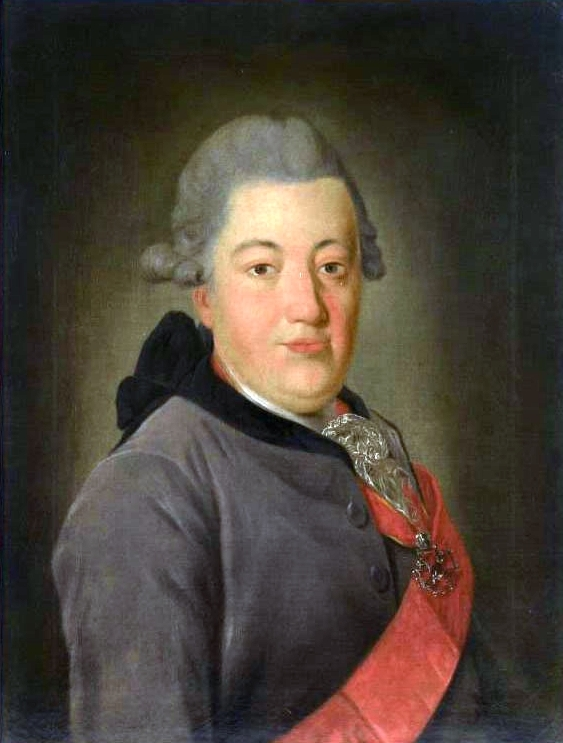
Dmitri Vasílievich Vólkov, secretario de Bestúzhev.

En la corte de Isabel, el canciller Bestuzhev aspiraba a llevar a cabo una política independiente. En el departamento militar se consideraban afines a él Aleksandr Buturlín y Stepán Apraksin. Inicialmente Bestúzhev informaba a la emperatriz a través del secretario del gabinete Iván Cherkásov, con quien conservó relaciones amistosas hasta 1747. Después de esta fecha, Bestúzhev trataba de realizar los informes personalmente o a través de Vasili Demídov, que contaba con la confianza especial de la emperatriz.
Bestúzhev contaba con el control del servicio postal, donde eran leídos y descifrados todos los despachos de los diplomáticos extranjeros, tarea de la que se ocupaba personalmente, según el director del servicio postal, Friedrich Georg von Asch, próximo a Bestúzhev.
Reclutaba gente a su servicio: se conservan las cartas de un noble polaco a su servicio que afirma que "el conde Bestúzhev no me deja sin trabajo, me da encargos secretos en Narva o en la fortaleza de Shlisselburg. Para que no carezca de medios, me da de vez en cuando cincuenta o cien rublos."
Hasta 1754 el secretario personal de Bestúzhev era el instruido Dmitri Vólkov, quien sin embargo tuvo que huir de la capital tras desviar fondos imperiales y más tarde lideraría las intrigas contra Bestúzhev. Vólkov fue sustituido por Überkampf, antiguo secretario de la emperatriz, que después del arresto de su protector sería exiliado en Siberia. A mediados de la década de 1750 Bestúzhev había perdido a sus antiguos aliados, quedando aislado políticamente. Se opuso al acercamiento a Francia prácticamente solo, sin darse cuenta de que la realidad de la situación del momento exigía la revisión de su "sistema" diplomático.

### Revolución Diplomática

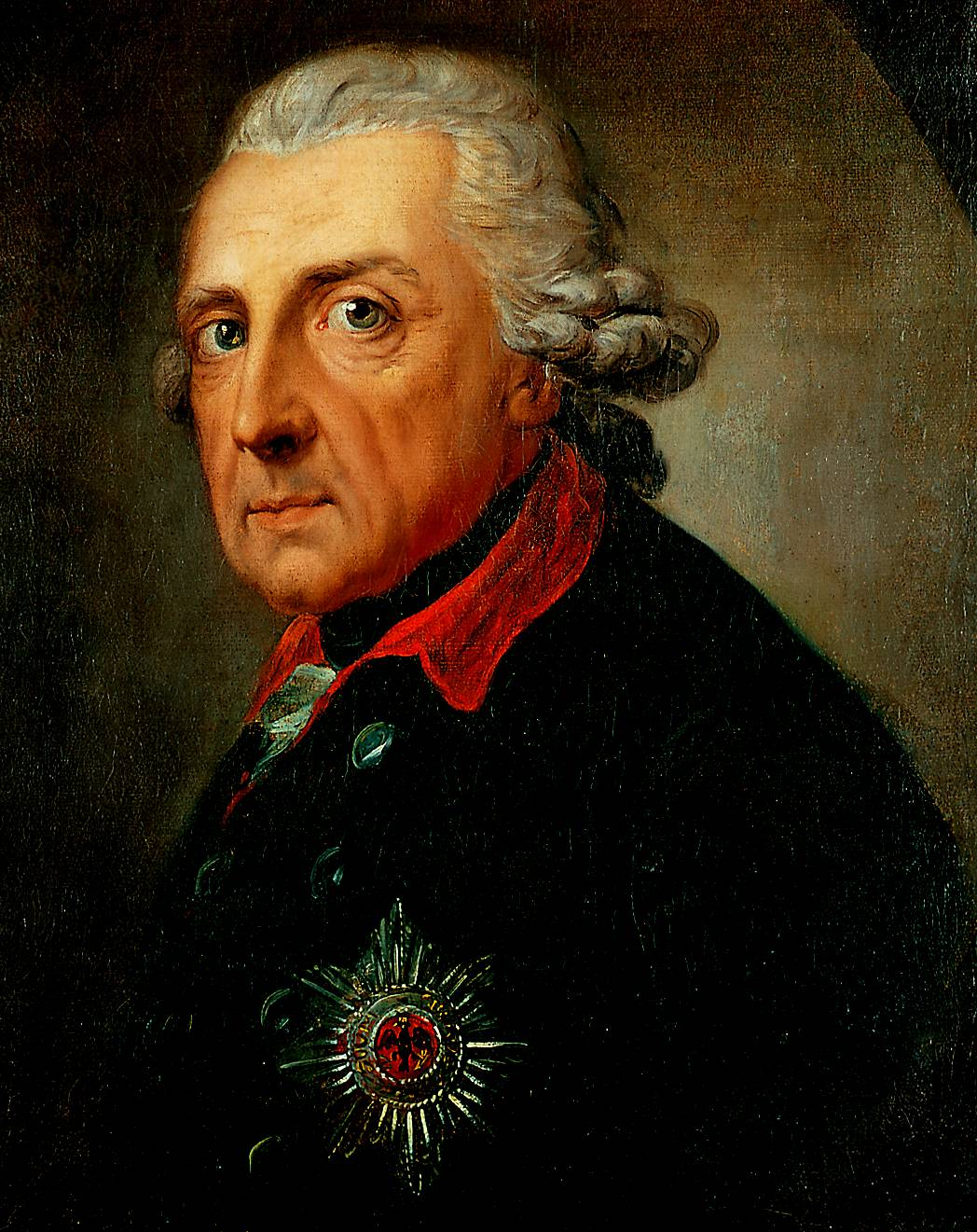
Federico II el Grande de Prusia.

A principios de 1747 transmitió la propuesta británica de ayudas económicas para el mantenimiento del considerable número de tropas establecidas en Curlandia y en Livonia para evitar acciones inesperadas de Federico II de Prusia. Vorontsov y los consejeros privados del Colegio de Asuntos Extranjeros presentaron una serie de cautelas y objeciones al esbozo del tratado, que sería finalmente firmado y que se reflejaría en el envío del cuerpo auxiliar al Rin en 1748. Las diversas victorias separadas sobre sus adversarios políticos no había sino acrecentado la hostilidad entre el canciller y el Colegio de Asuntos Extranjeros, dominado por la influencia de Vorontsov. En consecuencia, Bestúzhev no confiaba en los consejeros, no acudía a las reuniones y trataba los negocios de manera individual.
A finales de 1748 Bestúzhev halló la manera de imponerse ante sus rivales, revelando ante la emperatriz despachos que demostraban que Vorontsov y Lestocq recibían pensiones del tesoro prusiano. Lestocq fue exiliado y Vorontsov, aunque no fue castigado, perdió temporalmente influencia y peso en la corte. El momento de victoria de Bestúzhev coincidió con la firma del tratado de Aquisgrán, por el que los oponentes en la Guerra de Sucesión Austríaca, cansados del esfuerzo bélico, pusieron fin al conflicto sin la participación del Imperio ruso, cambiando el juego diplomático en Europa.
Bestúzhev tardó en darse cuenta de que la situación había cambiado hacia un acercamiento entre Gran Bretaña y Prusia que inevitablemente situaría a Francia en el partido de los enemigos de Federico II. Los adversarios del canciller no tardarían en aprovechar las circunstancias. Vorontsov, enemigo de la alianza con Gran Bretaña, se hallaba en una posición ventajosa, pues era una alianza en la que no se podía confiar. A Vorontsov se le uniría el hermano mayor de Bestúzhev, con quien este tenía una enemistad personal debido a que Mijaíl no quiso cederle el puesto como cabeza de familia
Aunque los años siguientes al tratado de Aquisgrán transcurrirían sin grandes acontecimientos, se estaba preparando un reagrupamiento de poderes que se conocería como la Revolución Diplomática. En otoño de 1755, Gran Bretaña inició negociaciones con Federico II para una alianza que se firmaría el 16 de enero de 1756. El 2 de mayo, Francia y Austria respondieron firmando un tratado de alianza que ponía fin a 250 años de continua hostilidad entre los Borbones y los Habsburgo. En Rusia, Vorontsov trabajó activamente a favor del tratado austro-francés y ralentizó por todos los medios la llegada de los subsidios británicos que Bestúzhev aún aceptaba.

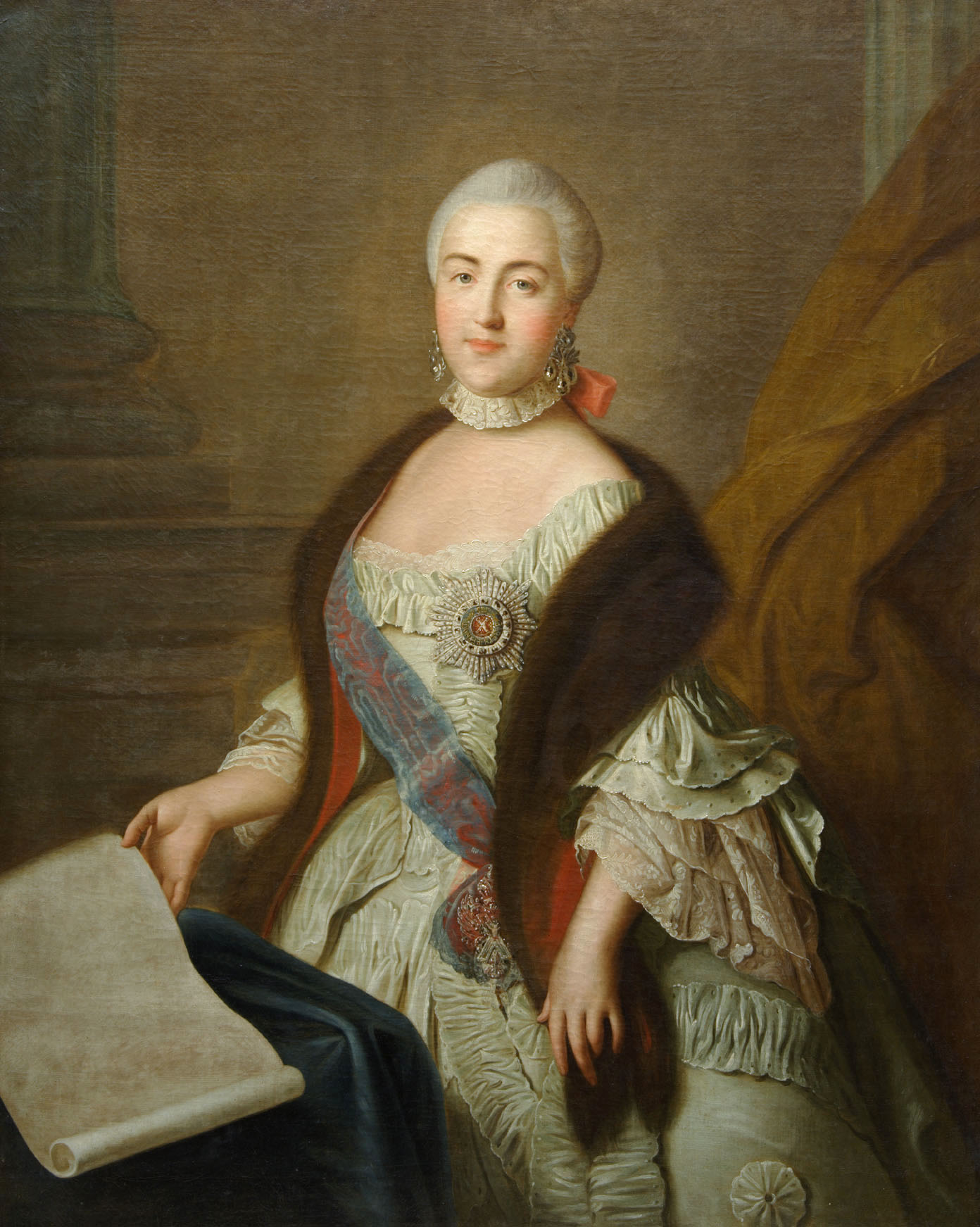
Catalina Alekséyevna.

La conducta personal de Bestúzhev en la década de 1750 había empeorado. Poniatowski, escribió sobre el que "ordinariamente acaba el día emborrachándose con uno o dos amigos. Varias veces se hallaba en estado de embriaguez ante la emperatriz, repugnada por este defecto que ha dañado su imagen ante ella." El nuevo favorito, Iván Ivánovich Shuválov, que manejaba la voluntad de la zarina y la representaba durante sus frecuentes indisposiciones, mantenía buenas relaciones con Vorontsov. El Colegio de Asuntos Extranjeros no ejecutaba las órdenes de Bestúzhev. Al revelarse, durante las negociaciones para un tratado de alianza y subsidios con el embajador británicos Charles Hanbury Williams (en cuyo séquito estaba Poniatowski), la existencia de la alianza angloprusiana, el golpe no había sido previsto por Bestúzhev, lo que aumentó la influencia de sus rivales en la opinión de Isabel.
La dirección de la política exterior de Rusia escapaba de las manos de Bestúzhev. Por su iniciativa se organizó una conferencia de ministros para la discusión de los más altos e importantes asuntos políticos y la ejecución más rápida de las órdenes. Contaba con diez miembros (incluido el gran duque Pedro Fiódorovich) y debía reunirse en la corte dos veces por semana. La primera reunión tuvo lugar el 14 de marzo de 1754, y el 30 de marzo se publicaba el programa que renovaba el acuerdo con la corte vienesa acerca de la guerra contra Federico, mientras de Gran Bretaña se ocuparían los franceses. Esta alianza requería el acercamiento de Rusia a Francia y Polonia y el refuerzo de los tratados de paz con Suecia y el Imperio otomano.
Para entonces Bestúzhev era el canciller solo nominalmente, un jefe sin capacidad de dar órdenes. La búsqueda de nuevos aliados le condujo a la corte de la gran duquesa Catalina Alekséyevna. En otoño de 1755, ante la alarma generada por el estado de salud de Isabel, la gran duquesa planeaba que Bestúzhev tuviera el control de tres Colegios -Asuntos Extranjeros, Almirantazgo y Guerra- en el gobierno de su marido. En esta intriga participaban activamente Williams y Poniatowski, amante de Catalina. Sin embargo, la recuperación de la emperatriz dejó sin posibilidades el llevar a cabo este plan.

### Dimisión y consecuencias

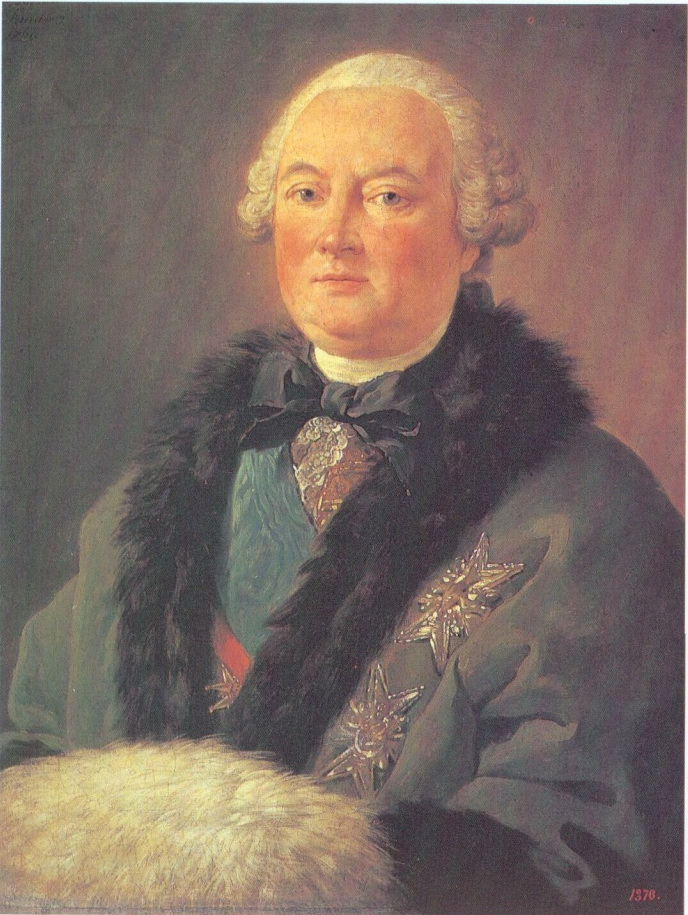
Louis Jean François Lagrénée, Paul-François de Galluccio, marqués de L'Hôpital. 1761. Galería Tretiakov.

El sucesor al trono, Pedro Fiódorovich, admirador de Federico II, odiaba a Bestúzhev, y, a su vez, el canciller odiaba Pedro tanto que cuando Pablo Petrovich nació, intentó privar a su padre del trono y apoyar el acceso al trono de Pablo bajo la regencia de Catalina. La grave enfermedad de Isabel en 1757 hizo pensar a Bestúzhev que no se recuperaría, por lo que escribió por su propia decisión al generalfeldmarschall Apraksin para que regresara a Rusia. Sin embargo, la emperatriz se recuperó de la enfermedad. Enfadada por la decisión de Bestúzhev, la emperatriz le retiró el 27 de febrero de 1758 los privilegios, símbolos y distinciones del título de conde.
El asunto era muy grave puesto que Apraksin había sido ascendido a comandante al inicio de la Guerra de los Siete Años en 1755 por sugerencia de su amigo Bestúzhev. La lentitud con la que inició las operaciones militares y la indecisión con que las condujo generaron la indignación general. El canciller presionaba al militar con sus cartas y con las de la gran duquesa Catalina Alekséyevna. En la corte se difundieron rumores de que la retirada de Apraksin tras la victoria en la batalla de Gross-Jägersdorf era fruto de una intriga de Bestúzhev para apoyar a Pedro Fiódorovich en la sucesión al trono. Se le comunicó la enfermedad de la zarina el 8 de septiembre mientras que los informes de la retirada llegaron a San Petersburgo el 27 de agosto. Pese a contar con la protección del conde Piotr Shuválov, el comandante en jefe sería relevado de su cargo.
Sin embargo, los problemas del canciller no habían terminado. Bestúzhev mostró cartas de Catalina a Apraksin al general austríaco Buckow para convencerle de su lealtad. El embajador austríaco Miklós Esterházy de Galántha no había olvidado la persistencia de Bestúzhev en impedir el acercamiento de ambos imperios con Francia, rival de Gran Bretaña, y había hablado de ello en su correspondencia con la emperatriz, dándole carácter de intriga. A su entrada al Imperio ruso, Apraksin fue detenido y se confiscó su correspondencia. Así la emperatriz tuvo conocimiento completo de los tratos de Bestúzhev con la corte de su heredero en Oranienbaum. Aunque en los papeles aprehendidos en Narva no había nadia reprendible, Esterházy y el embajador francés, Paul-François de Galluccio, marqués de L'Hôpital habían decidido deshacerse de Bestúzhev. L'Hôpital presionó a Vorontsov de tal modo que si en dos semanas Bestúzhev era aún canciller, terminaría sus relaciones con Vorontsov y se dirigiría en adelante a Bestúzhev. 
Vorontsov y Shuválov insistieron en el arresto de Bestúzhev y la confiscación de su correspondencia y lo lograron el 14 de febrero de 1758. El fiel de la balanza se inclinó contra el canciller por las calumnias instigadas por el gran duque Pedro Fiódorovich y su favorito Christian August von Brockdorff. Ese mismo día fueron arrestadas catorce personas del entorno de Bestúzhev y Catalina -el profesor de literatura Vasili Adodúrov, el asesor de Holstein Stambke, el generalquartiermeister Vermach, o Iván Yelaguin. Durante su arresto, Bestúzhev sonreía sardónicamente y según los escritos de Poniatowski, no mostraba temor o desesperación sino que se mantuvo alegre e incluso amenazaba a sus enemigos.
Bestúzhev pudo quemar todo la correspondencia comprometida y así lo informó a Catalina, pero la misiva fue interceptada. Con base en ella se formó una comisión de instrucción formada por Nikita Trubetskói, Aleksandr Buturlín y Aleksansdr Shuválov. A Bestúhev lo acusaron de intentar indisponer a la corte de Isabel con la de Catalina, de no informar sobre la reprensible indecisión de Apraksin y haber tratado de corregirla por su influencia personal, elevándose a corregente y por poner en conocimiento de personas no autorizadas documentación privada, y, finalmente por haber tenido correspondencia secreta durante su arresto. Por todo ello era condenado a la pena de muerte. Se establecieron las deudas del canciller con el tesoro público que alcanzaba los 75.610 rublos, así como diversos empréstitos de las diversas agencias del servicio de correos del país y otros.

### Vida en el exilio de la corte

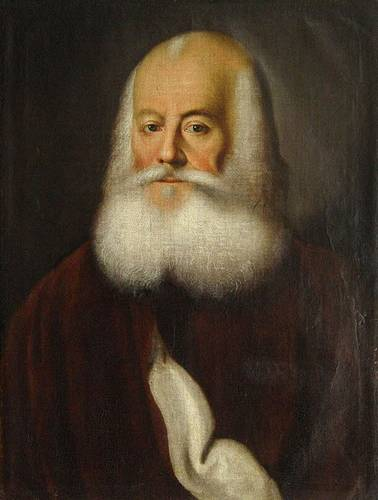
Retrato de Alekséi Bestúzhev-Riumin. 1759. Museo Estatal de Artes de la República de Tartaristán.

En abril de 1759 la emperatriz Isabel ordenó exiliar al excanciller en su finca de Goretovo, escogida por él mismo, en el uyezd de Mozhaisk. La mayor parte de los inmuebles (excepto Kamenni Nos) se quedaron atrás. Hasta mediados de 1762 Bestúzhev y su familia vivirían en Goretovo, inicialmente en una humilde isba, y más tarde en una nueva casa, bautizada por él como "el convento de la tristeza». Su esposa, Anna Ivánovna, nacida Böttiger y luterana, falleció aquí el 25 de diciembre de 1761.
Con la esperanza de regresar a la corte, Bestúzhev mantenía desde la aldea correspondencia con el consejero espiritual de la zarina, Fiódor Dubianski, y el industrial Prokofi Demídov. El humor sardónico de Bestúzhev se reflejaría en su actitud ante la sentencia, pues en 1763 publicó el libro escrito en Goretovo "Sentencias, elegidas de las Santas Escrituras, para el consuelo de cualquier cristiano inocente que surfra.", con prefacio del rector de la Academia de Teología de Moscú, Gavril Pétrovich -que traduciría el libro al latín-, y el manifiesto de Catalina por el que se le rehabilitaba. Otra de las aficiones de Bestúzhev eran las medallas. En memoria de su desgracia acuñó una medalla con su retrato y la inscripción «Alexius Comes A. Bestuschef Riumin, Imр. Russ. olim. cancelar., nunc. senior. exercit. dux. consil. actu. intim. et senat prim. J. G. W. f. (J. g. Wächter fecit)». En el dorso aparecían dos rocas entre olas furiosas, por un lado iluminado por el sol y el por el otro nubes de tormenta y la inscripción «immobilis. in. mobili», debajo de ella, «Semper idem» y el año 1757 (con una segunda inscripción de 1762).

### Rehabilitación

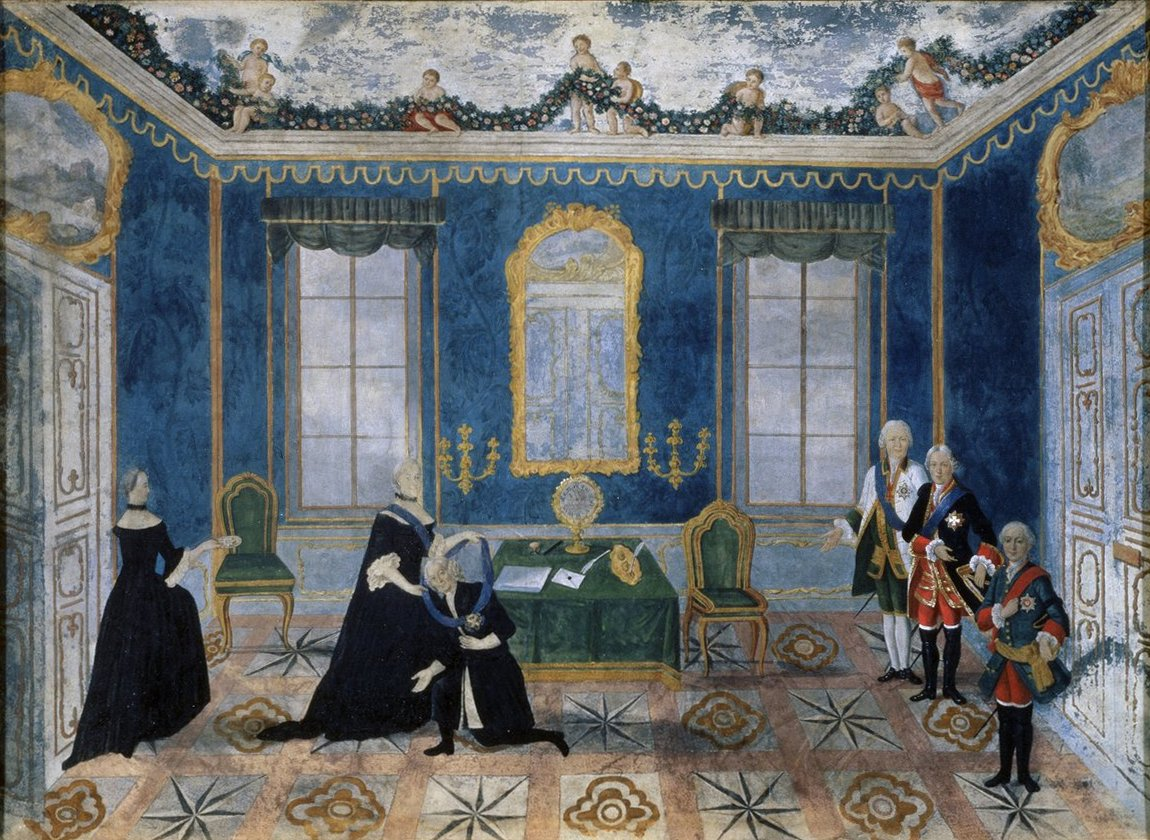
Regreso de Bestúzhev del exilio. Catalina II lo recibió en el Palacio de Verano.

El ascenso al trono de Pedro III no mejoró la situación de Bestúzhev, contra quien el nuevo zar mantenía una actitud de sospecha y la fallecida Isabel le había advertido en su lecho de muerte.
La revolución palaciega de junio de 1762 devolvió de nuevo a Bestúzhev a una posición de influencia. Al llegar al trono, Catalina II no tardó en hacer regresar a su aliado a San Petersburgo. A mediados de julio Bestúzhev estaba de nuevo en la corte. A treinta verstas de la capital se encontró con Grigori Orlov. La emperatriz aceptó el regreso del anciano, que había disminuido sus capacidades, de una manera amistosa. Sin embargo, no se le devolvió su antiguo cargo, aunque Catalina con frecuencia le consultase sobre importantes cuestiones. Demandó que una rehabilitación solemne y logró que se formara una comisión para la revisión de sus asuntos. El 31 de agosto de 1762 se publicó un manifiesto que debía exponerse en los lugares públicos y leído en las iglesias. Parece que Catalina, por amor y respeto a Isabel, y como deuda con la justicia consideró necesario corregir el involuntario error de la fallecida emperatriz y librar a Bestuzhev de los crímenes creados contra él.
Se le devolvieron los antiguos títulos y condecoraciones y se le asignó una pensión de 20.000 rublos anuales. Catalina nombró a Bestúzhev generalfeldmarschall, aunque jamás pisó el campo de batalla, y "primer consejero imperial y primer miembro del nuevo consejo imperial establecido en la corte". Complacido, Bestúzhev sugirió dos veces al Senado y a la comisión de nobleza el conceder a Catalina -que rechazó la idea- el título de "madre de la patria".
Tras su exilio, Bestúzhev viviría en el Palacio Cantemir de San Petersburgo, primer trabajo importante del arquitecto Francesco Bartolomeo Rastrelli, con detalles escultóricos realizados por su  padre.

### Últimos años

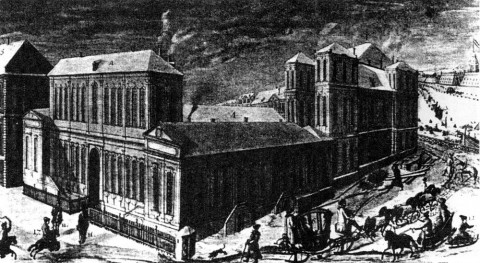
Palacio Cantemir, en San Petersburgo, donde Bestúzhev residiría tras su exilio. Grabado de Johann Stenglin.

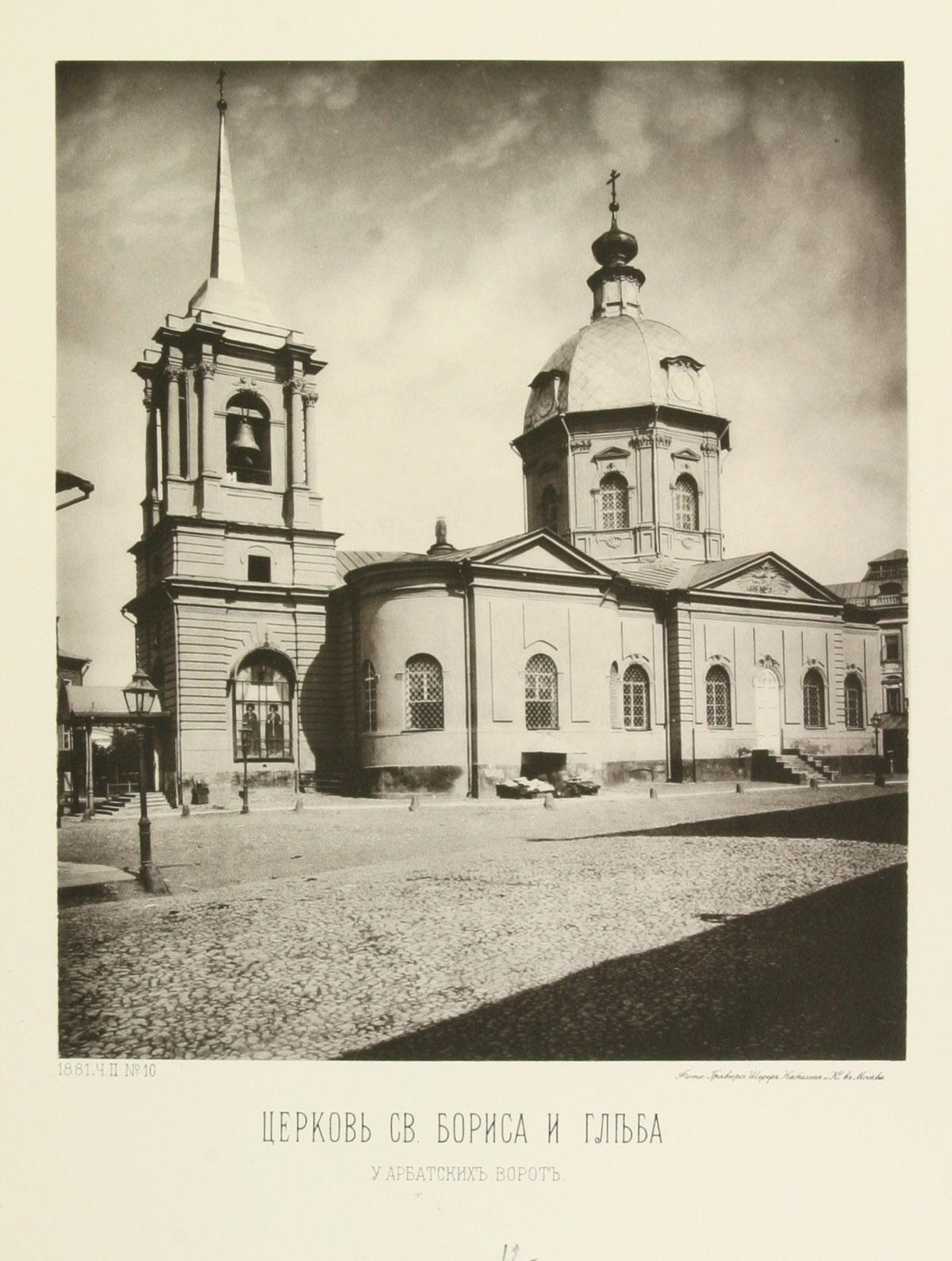
Iglesia de San Borís y San Gleb en Arbat.

Catalina II convocaba a Bestúzhev a los consejos sobre asuntos exteriores, le nombró su primer consejero en el Senado y miembro de la comisión sobre la nobleza rusa, encargada de la revisión de la Carta de Nobleza. Bestúzhev era tratado como un dignatario de primera línea en todas las circunstancias, pero su influencia real era insignificante. Su pupilo Panin y otros habían reemplazado a los estadistas educados en tiempos de Pedro el Grande. El puesto de canciller lo ocupó Vorontsov. Los intentos de Bestúzhev de regresar a la vida diplomática fueron educadamente rechazados.
Catalina enfrió su relación con Bestúzhev a raíz de que este pidiera merced para Arseni Matseyévich, metropolitano de Rostov y Yaroslavl que se había opuesto a la confiscación de tierras de la iglesia. La emperatriz le respondió secamente y Bestúzhev tuvo que disculparse.
En la lucha de poder de la corte Bestúzhev apoyaba a los hermanos Orlov en contra del partido de Panin. En 1763, pensando agradar, realizó una petición de matrimonio de la emperatriz con Grigori Orlov, pero la ocurrencia causó unos rumores que acabaron por causar una investigación contra Orlov que disgustó a la emperatriz.
La retirada final de Bestúzhev de los asuntos de Estado fue causada por la oposición de este a Catalina y Panin en los asuntos de Polonia. Cuando la emperatriz había decidido apoyar el ascenso al trono de Estanislao Poniatowski, el antiguo canciller apoyó el derecho al trono de la Casa de Sajonia.
A finales de 1763 Pablo Pétrovich concedió a Bestúzhev la Orden de Santa Ana de Holstein-Gottorp. Se le pagaron compensaciones por los años de exilio y se le devolvieron las propiedades, pagándose las deudas con el tesoro. En 1764, al diidirse el Senado en departamentos, Bestúzhev entró en el primer departamento, pero por su ancianidad fue dispensado de las sesiones.
La caída en desgracia y el perdón habían forzado al anciano Bestúzhev a buscar consuelo en la religión. Dos años antes de su muerte construyó en Moscú, junto a la puerta del Arbat, la iglesia de San Borís y San Gleb donde sería enterrado. Asimismo existe la leyenda de que Bestúzhev había asignado fondos para la construcción de una iglesia aún mayor en la Iglesia de San Clemente.
Posiblemente por influencia de su mujer, la iglesia luterana de san Pedro y san Pablo de San Petersburgo gozó de su protección. Incluso en el comienzo del reinado de Isabel I, el clero ortodoxo había pedido que se retirara esta iglesia de la avenida Nevski, con la intención de construir la Catedral de Nuestra Señora de Kazán en su emplazamiento. Bestúzhev la defendió hasta sus últimos días. Murió en Moscú el 21 de abril de 1728.

## Vida privada
Alekséi Pétrovich Bestúzhev-Riumin estuvo casado con la alemana Anna Ivánovna Böttiger (fallecida en 1761, hija del diplomático ruso en Hamburgo) que recibió el rango cortesano de hofmeisterin en 1748. De sus hijos, solo Andréi Alekséyevich (1726 — 1768), que llevó una vida de alcoholismo y fiestas, llegó a la edad madura. No dejó hijos y a su muerte la rama condal de los Bestúzhev acabó. Los patrimonios de Alekséi y Mijaíl se repartirían entre sus sobrinos Mijaíl Volkonski y Alekséi Volkonski.
Según algunos diplomáticos extranjeros, el canciller Bestúzhev jugaba grandes cantidades a las cartas durante toda la noche y dormía hasta las doce de la mañana. La adicción del canciller a los licores fuertes era conocida, en su arresto de 1740 se confiscó su colección de vinos. El embajador británico, que había ayudado a surtir su bodega, se lamentaba de que durante la Guerra de los Siete Años, su vida disipada no permitía el curso normal de los asuntos. Muchos de los comentarios negativos sobre la vida privada de Bestúzhev los hicieron sus enemigos, los diplomáticos prusianos, como el conde Fink von Finkestein o Axel von Mardefeld.

## Gotas de Bestúzhev

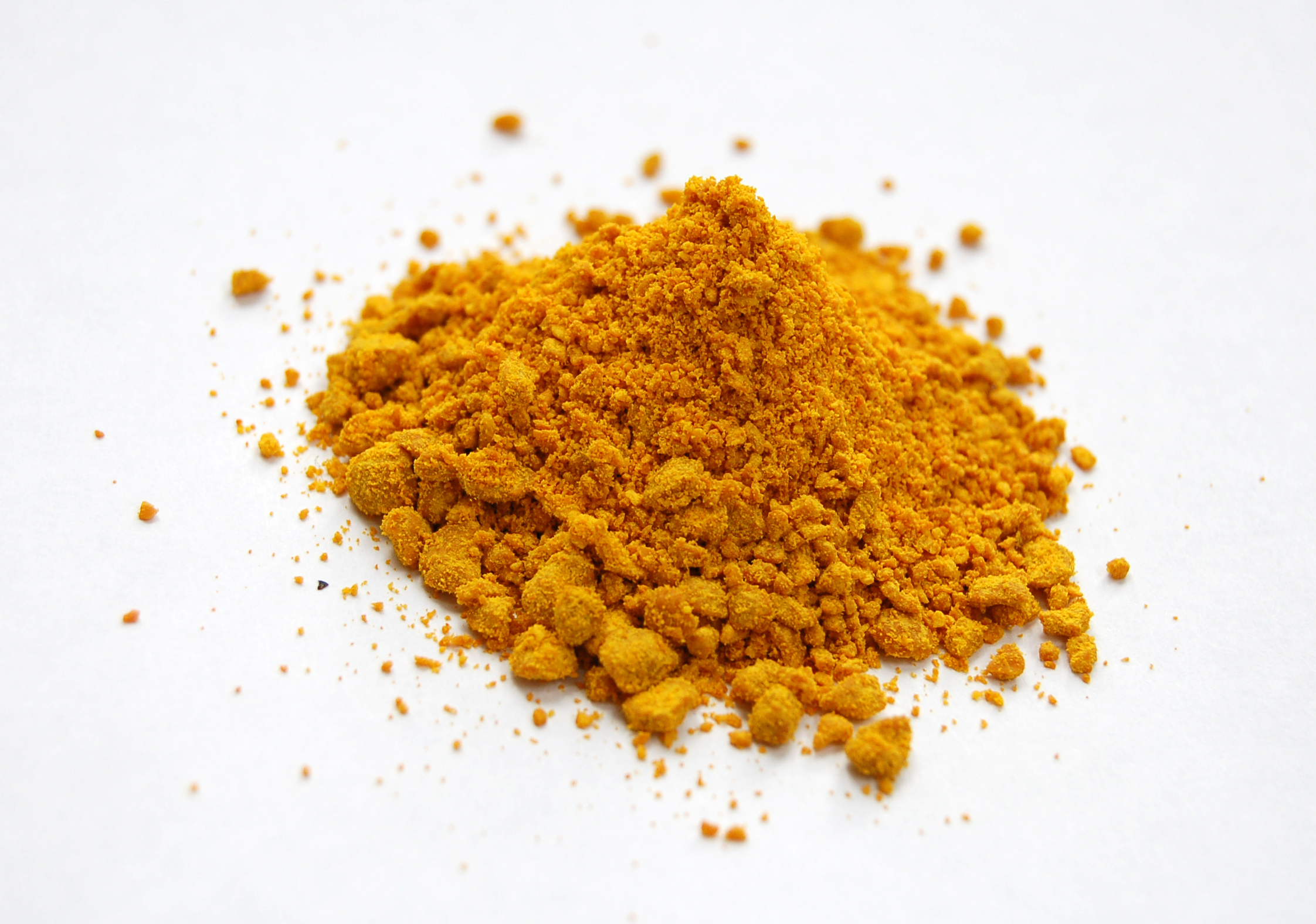
Tricloruro de hierro, ingrediente básico de las gotas de Bestúzhev.

Durante su estancia en Copenhague, Bestúzhev, gran aficionado a la química, inventó las "gotas vitales" (tinctura tonico-nervina Bestuscheffi), una solución etérea-espirituosa de tricloruro de hierro que trataba una serie de enfermedades, desde los ataques de epilepsia a la obstrucción de los vasos. El químico Lembke, que le ayudó a desarrollar la producción, vendió el secreto en Hamburgo al militar francés Antoine Duru de La Motte, que presentaría las gotas al rey francés, por lo que recibiría una gran recompensa. En Francia, las gotas de Bestúzhev se conocerian como élixir d'or o élixir de Lamotte. Bestúzhev vendería el secreto al boticario peterburgués Johann Georg Model y este al boticario Duro, cuya viuda se lo vendió por 3 000 rublos a Catalina II, que lo hizo publicar en el Boletín de San Petersburgo en 1780.

## Bestúzhev en la cultura

### En la literatura
- Es uno de los muchos personajes de la trilogía de Valentín Píkul, compuesta por Slovo i delo, Perom i shpagói y Favorit.
- Es uno de los personajes de la serie de novelas de Nina Sorotokina compuesta por Troye iz navigatskoi shkoli, Svidanie v Peterburge y Kantsler.
- Es uno de los personajes de la novela de Mijaíl Volkonski, Koltso imperatritsy (1896).

### En el cine y la televisión
- Capricho imperial (The Scarlet Empress, 1934), interpretado por Erville Alderson.
- Guardiamarinas, ¡adelante! 1987, interpretado por Yevgueni Yevstignéyev.
- ¡Viva Guardamarinas! (1991), interpretado por Yevgueni Yevstignéyev.
- Guardamarinas III (1992), interpretado por Yevgueni Yevstignéyev.
- Por la pluma y la espada (2007), interpretado por Yuri Lázarev.
- Yekaterina (teleserie) ("Catalina", 2014), interpretado por Vladímir Menshov.
- Velikaya (teleserie) ("La Grande", 2015), interpretado por Serguéi Shakúrov.

### En los dibujos animados
- Le Chevalier D'Eon, 2007. El canciller Bestúzhev es mostrado como un personaje xenófobo y misógino en este anime japonés.